# Annibale
Annibale Barca (in latino Hannĭbăl o Annĭbăl Barca; in greco antico: Ἁννίβας Βάρκας?, Hanníbas Bárkas; in punico, 𐤇𐤍𐤁𐤏𐤋𐤟𐤁𐤓𐤒, Ḥnb'l Brq; Cartagine, 247 a.C. – Libyssa, 183-181 a.C.) è stato un condottiero e politico cartaginese, famoso per le sue vittorie durante la seconda guerra punica e definito da Theodor Mommsen "il più grande generale dell'antichità".
Figlio del comandante Amilcare Barca e fratello maggiore di Asdrubale e Magone Barca, Annibale, sin da piccolo profondamente nemico di Roma e deciso a combatterla, concepì ed eseguì un audace piano di guerra per invadere l'Italia. Marciando dalla Spagna, attraverso i Pirenei e le Alpi, scese nella penisola, dove sconfisse le legioni romane in quattro battaglie principali: battaglia del Ticino (218 a.C.), battaglia della Trebbia (218 a.C.), battaglia del lago Trasimeno (217 a.C.), battaglia di Canne (216 a.C.) e in altri scontri minori.
Dopo la battaglia di Canne i Romani evitarono altri scontri diretti e gradualmente riconquistarono i territori del Sud Italia di cui avevano perso il controllo. La seconda guerra punica terminò con l'attacco romano a Cartagine, che costrinse Annibale al ritorno in Africa nel 203 a.C., dove fu definitivamente sconfitto nella battaglia di Zama, nel 202 a.C. Dopo la fine della guerra Annibale guidò Cartagine per alcuni anni, ma fu costretto all'esilio dai Romani e nel 195 a.C. trovò rifugio dal re seleucide Antioco III in Siria, dove continuò a propugnare la guerra contro Roma. Dopo la sconfitta di Antioco III si trasferì presso il re Prusia I, in Bitinia. Quando i Romani chiesero a Prusia la sua consegna, Annibale preferì la morte; era il 183 a.C.
Dotato di grandi capacità tattiche e strategiche, avveduto e sagace, Annibale, dopo le impressionanti vittorie iniziali, continuò a battersi tenacemente in Italia per oltre quindici anni con il suo piccolo esercito di veterani isolato in territorio nemico, cercando fino all'ultimo di contrastare il predominio di Roma. Per le straordinarie qualità dimostrate durante la sua carriera militare, Annibale è considerato uno dei più grandi generali e strateghi della storia. Polibio, suo contemporaneo, lo paragonava al suo grande rivale Publio Cornelio Scipione Africano; altri lo hanno accostato ad Alessandro Magno, Giulio Cesare e Napoleone.

## Fonti e storiografia
Le principali fonti per la vita e il ruolo di Annibale sono rappresentate dalla biografia di Cornelio Nepote (De viris illustribus), oltre a Polibio (Storie), Tito Livio (Ab Urbe condita libri), Appiano di Alessandria (Historia romana), Cassio Dione Cocceiano (Historia romana), Velleio Patercolo (Historiae Romanae ad M. Vinicium consulem libri duo), e le biografie di Plutarco su Fabio Massimo e Claudio Marcello.

## Biografia
(Cornelio Nepote, Liber de excellentibus ducibus exterarum gentium, XXIII. Hannibal. 1-2)

### Origini
Annibale Barca (dal fenicio Hanniba'al
חניבעל, Dono [o Grazia] di Baal) era il figlio maggiore del condottiero cartaginese protagonista della prima guerra punica Amilcare, nella quale s'era guadagnato l'appellativo di "Barca" (dal fenicio Barak, "fulmine"), nacque nel 247 a.C. e i suoi fratelli minori erano Asdrubale Barca e Magone Barca. Barca non è un nome di famiglia, ma il soprannome dato ad Amilcare e trasmesso ai figli. Invece il termine Barcidi è stato introdotto dagli storici a posteriori per evitare confusione di nomi. L'educazione di Annibale fu di stampo ellenistico, e fu seguita da pedagoghi greci, tra i quali Sosilo, che avrebbe narrato le imprese annibaliche in libri andati perduti. Modelli di Annibale, sin dai primi anni, furono Alessandro Magno, Lisandro (per l'arte militare) ed Ercole. Passò i primi anni a Cartagine, dove, oltre ai valori greci, fu forse istruito in materia di economia e di agronomia (presumibilmente tale competenza derivò dalla lettura dell'opera di Magone).

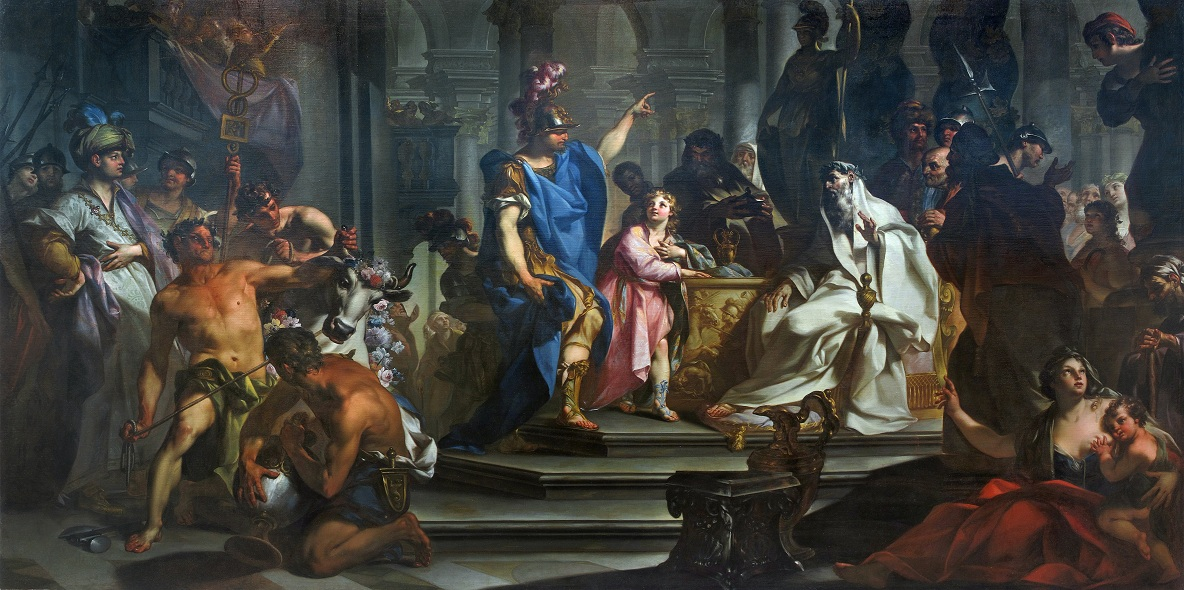
Claudio Francesco Beaumont, Annibale giura odio ai Romani (olio su tela, 330 × 630 cm del XVIII secolo)

Il padre Amilcare, dopo la sconfitta di Cartagine nella prima guerra punica e dopo avere domato la rivolta dei mercenari e dei sudditi libici, era determinato, in contrasto con i propositi conservatori del partito aristocratico di Cartagine, a sviluppare un importante programma di espansione e rafforzamento della città in funzione anti-romana. Secondo la tradizione storiografica antica egli avrebbe contato in prospettiva per la lotta contro Roma, sul supporto dei suoi tre figli maschi, "i tre leoncini" allevati "per la rovina di Roma". Amilcare riuscì a convincere il "Senato" cartaginese a dargli un esercito per conquistare l'Iberia che alcune fonti indicano come un dominio cartaginese perduto.
Cartagine fornì solo una forza relativamente ristretta e Amilcare accompagnato dal figlio Annibale, che allora aveva nove anni, intraprese nel 237 la marcia lungo le costa del Nord Africa fino alle Colonne d'Ercole. Gli altri due figli, Asdrubale e Magone, restarono a Cartagine. Negli anni della sua permanenza in Spagna, Annibale, pur essendo giovanissimo, si trasformò in un soldato. Acquisì quella straordinaria tempra fisica che avrebbe conservato fino a oltre cinquant'anni: a cinquantadue fu infatti in grado di percorrere a cavallo, in sole quattordici ore, i duecento chilometri che separavano Cartagine dal punto di imbarco da cui sarebbe partito, esule, per l'Oriente. In questo momento si colloca il celebre episodio del giuramento di Annibale bambino. Secondo la tradizione storiografica iniziata da Polibio e perpetuata da altri storici antichi, prima della partenza per la Spagna, Amilcare avrebbe fatto giurare solennemente al figlio che egli non sarebbe mai stato amico di Roma; l'evento, messo in dubbio dagli storici moderni, è divenuto esemplare per rappresentare simbolicamente il sentimento di odio eterno di Annibale verso Roma che rimase effettivamente l'elemento dominante della vita del condottiero cartaginese.
La campagna di Amilcare in Spagna ebbe successo: pur con poche truppe e pochi finanziamenti, egli sottomise le città iberiche scegliendo come base operativa la vecchia colonia punica di Gades, l'odierna Cadice. Egli riaprì le miniere per autofinanziarsi, riorganizzò l'esercito e iniziò la conquista. Fornendo alla madrepatria convogli di navi cariche di metalli preziosi che aiutarono Cartagine nel pagamento dell'ingente debito di guerra con Roma, Amilcare ottenne grande popolarità in patria. Sfortunatamente rimase ucciso durante l'attraversamento di un fiume. Annibale, giovinetto, assistette inerme al tragico evento. Venne scelto come suo successore il marito di sua figlia, Asdrubale. Per otto anni Asdrubale comandò le forze cartaginesi consolidando la presenza punica, edificando una nuova città (Carthago Nova – oggi Cartagena). Asdrubale, impegnato nel consolidamento delle conquiste cartaginesi in Iberia, approfittò delle relativa debolezza di Roma che doveva fronteggiare i Galli in Italia e in Provenza per strappare il riconoscimento della sovranità cartaginese a sud del fiume Ebro. In quegli anni, seguendo la tradizione ellenistica che incoraggiava matrimoni misti tra dominatori e vinti, Annibale sposò Imilce, una nobile di Castulo, probabilmente punicizzata. Pare che ella gli abbia dato un figlio, il cui nome ci è ignoto, anche se è possibile che si chiamasse come il nonno, cioè Amilcare.

### Ascesa militare (221 - 219 a.C.)

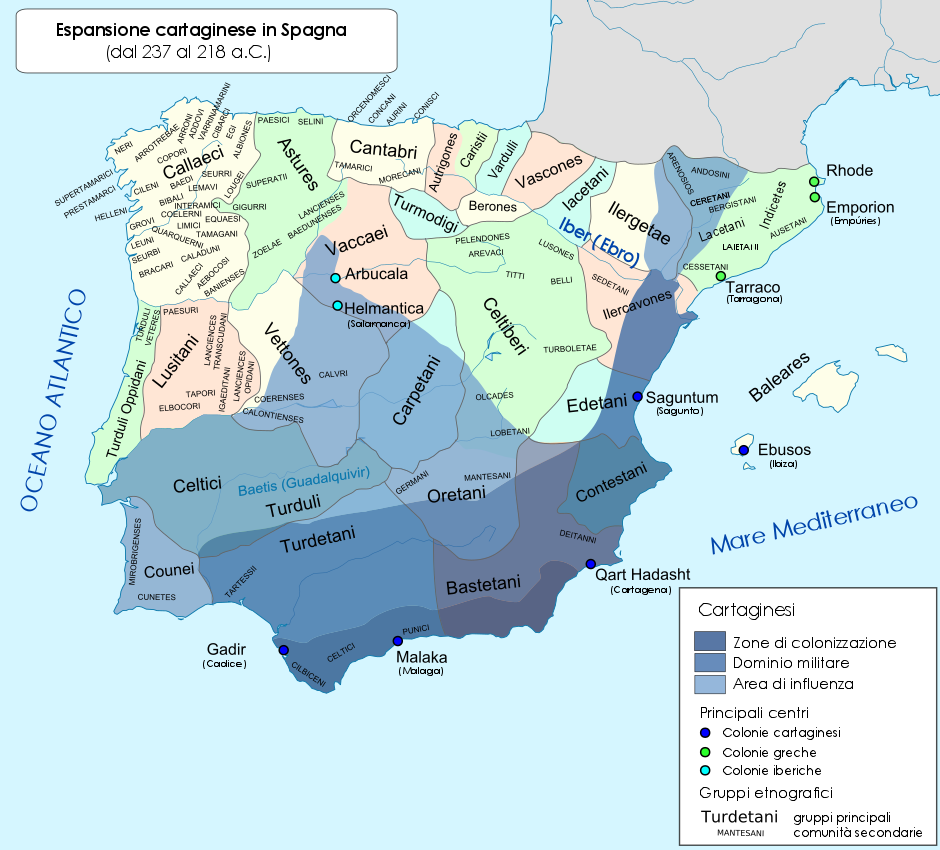
La Spagna cartaginese prima della seconda guerra punica (237 - 218 a.C.)

Asdrubale morì nel 221 a.C. pugnalato in circostanze mai veramente chiarite. I soldati, a questo punto, acclamarono loro comandante all'unanimità il giovane Annibale. Aveva ventisei anni e ne aveva passati diciassette lontano da Cartagine. Il governo cartaginese confermò questa scelta.
(Livio, XXI, 4.2.)
Annibale cominciò ad attaccare la popolazione degli Olcadi, che si trovavano a sud dell'Ebro, sottomettendo poco dopo la loro capitale Cartala (l'odierna Orgaz) e costringendoli a pagare un tributo (221 a.C.). L'anno successivo (220 a.C.), dopo avere trascorso l'inverno a Nova Carthago carico di bottino, fu la volta dei Vaccei, che sottomise anch'essi riuscendo a occupare le loro città di Hermantica e poi Arbocala (identificabile forse con la moderna Zamora), dopo un lungo assedio. Gli abitanti di Hermantica, in seguito, dopo essersi ricongiunti con il popolo degli Olcadi, riuscirono a convincere i Carpetani a tendere al generale cartaginese una trappola sulla via del ritorno, nei pressi del fiume Tago. Annibale riuscì però a battere i loro eserciti congiunti, composti da ben 100 000 armati (principalmente Carpetani). Egli infatti riuscì in un primo momento a evitare l'imboscata che gli avevano teso presso il fiume Tago, e quando le forze nemiche, a loro volta, cercarono di attraversarlo cariche di armi e bagagli per disporsi a muovere battaglia contro i Cartaginesi, furono irrimediabilmente sconfitte e sottomesse. Annibale, dopo due anni trascorsi a completare la conquista dell'Iberia a sud dell'Ebro, si sentì pronto alla guerra contro Roma.

### Assedio di Sagunto (219 a.C.)

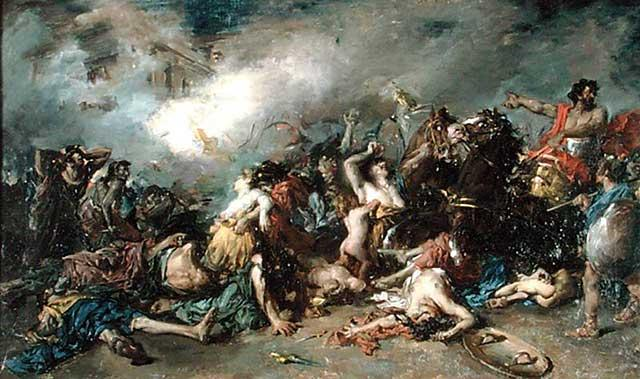
Gli ultimi giorni di Sagunto (Francisco Domingo Marqués, 1869)

Decise così di muovere guerra a Sagunto – città alleata a Roma – con la motivazione che si trovava a sud dell'Ebro e quindi rientrava nei territori di competenza dei Cartaginesi e non dei Romani, anche se le era stato imposto dai Romani, con la violenza e l'inganno, un governo fantoccio filo-romano che ora attaccava gli alleati dei Cartaginesi (vedi Polibio e lo storico Massimo Bontempelli). L'assedio durò otto mesi e terminò nel 219 a.C. con la conquista della città. Conquista agevolata da Roma che, impegnata su altri fronti, credeva di avere tempo a disposizione: "Ma, facendo ciò, i Romani sbagliarono. Li prevenne Annibale, occupando Sagunto." (Polibio). Per questo la guerra non si svolse in Spagna, nonostante i Romani avessero come base Sagunto, ma in Italia. "I Romani, avendo notizia della disgrazia occorsa a Sagunto, non stettero affatto a discutere se fare o non fare guerra, come assurdamente riferiscono alcuni scrittori" (Polibio). Invece, appena saputo dell'attacco a Sagunto, essi inviarono un'ambasceria a Cartagine per lamentare queste violazioni e in cui comandavano di consegnare Annibale e tutti i suoi generali o di aspettarsi un tremendo attacco.
Il Senato cartaginese, ricevuta alla fine di marzo 218 a.C. un'ambasceria romana, capeggiata dal princeps senatus Marco Fabio Buteone e tra i quali vi era anche Quinto Fabio Massimo, non accettò le condizioni dei Romani (restituzione di Sagunto e consegna di Annibale). La guerra divenne inevitabile.

### Seconda guerra punica (218-201 a.C.)

#### Preparativi per la guerra (inverno 219-218 a.C.)

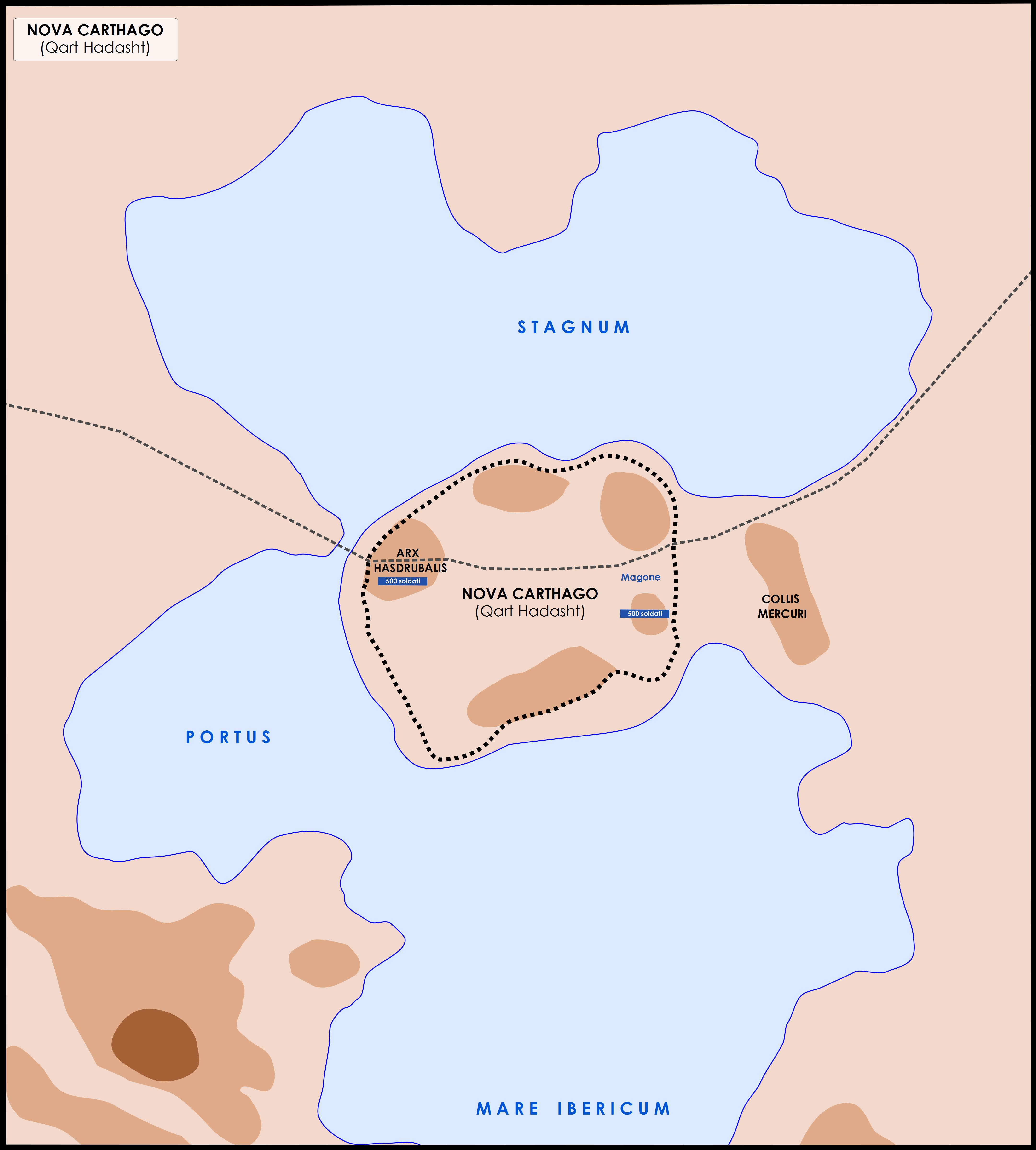
La città punica di Qart Hadasht, poi Nova Carthago

Annibale, dopo la presa di Sagunto, si era recato a Nova Carthago per trascorrervi l'inverno (fine del 219 a.C.). Qui apprese quanto era stato deliberato a Roma e a Cartagine.
(Livio, XXI, 21.1)
Prima di partire per l'Italia congedò gli eserciti, ben sapendo che la guerra non sarebbe stata breve e che i suoi soldati avrebbero avuto piacere di rivedere le proprie famiglie prima di iniziare la lunga campagna militare. Comandò poi a tutti loro di presentarsi all'inizio della primavera pronti alla grande impresa.
All'inizio della primavera del 218 a.C. i soldati si radunarono e le truppe di ciascuna popolazione furono passate in rassegna da Annibale. Poi quest'ultimo partì per Gades, dove sciolse i voti fatti a Eracle (Hercules Gaditanus) e si impegnò a farne di nuovi nel caso le imprese fossero state a lui favorevoli. Poi si apprestò a organizzare non solo l'armata che doveva compiere l'invasione dell'Italia, ma anche quelle che dovevano rimanere in Spagna e Africa a difendere i territori cartaginesi. Fu così che stabilì di inviare soldati ispani in Africa e africani in Spagna.
(Livio, XXI, 21.11.)
Fu così che ottenne dall'Africa contingenti di arcieri armati alla leggera per la Spagna. Fortificò quindi l'Africa, esposta com'era agli attacchi romani da parte della Sicilia, e vi inviò 13 850 fanti armati di un piccolo scudo rotondo chiamato caetra, 860 frombolieri delle Baleari, 1 200 cavalieri giunti da molte genti, da distribuire tra Cartagine e l'Africa punica. Inviò poi ad arruolare 4 000 giovani scelti che potessero servire sia come difensori in Africa, sia come ostaggi.
Assegnò quindi il comando dell'armata spagnola al fratello Asdrubale, e ne rafforzò il suo contingente militare con reparti africani costituiti da 11 850 fanti, 300 Liguri, 500 soldati delle Baleari, cavalieri libifenici (stirpe mista di Cartaginesi e Africani), 450 Numidi, 800 Mauri, una piccola schiera di Ilergeti e 300 cavalieri spagnoli, oltre a 21 elefanti. Gli diede anche una flotta composta da cinquanta quinqueremi, cinque triremi e due quadriremi, anche se quelle in pieno assetto da guerra, complete quindi di rematori, erano solo trentadue quinqueremi e le cinque triremi.

#### La lunga marcia: daNova Carthagoalle Alpi (218 a.C.)
Da Gades tornò a Nova Carthago ai quartieri d'inverno e da qui partì seguendo il litorale fino al fiume Ebro, oltre la città di Onussa. Egli iniziò così la grande marcia che lo avrebbe portato in Italia. Si trattava di un'armata composta da 80 000-90 000 fanti e 10 000-12 000 cavalieri, oltre a 37 elefanti.
Si racconta che nei pressi dell'Ebro egli abbia visto in sogno un giovane dio che diceva di essere stato inviato da Giove per guidarlo fino in Italia. Inizialmente Annibale lo seguì senza guardarsi intorno. Quando decise di voltarsi indietro vide un enorme serpente, seguito da un temporale con grande fragore in cielo. Avendo chiesto al giovane dio cosa fosse quella mostruosa creatura gli fu risposto che si trattava della devastazione dell'Italia e che non chiedesse oltre, lasciando che il destino non gli fosse svelato.

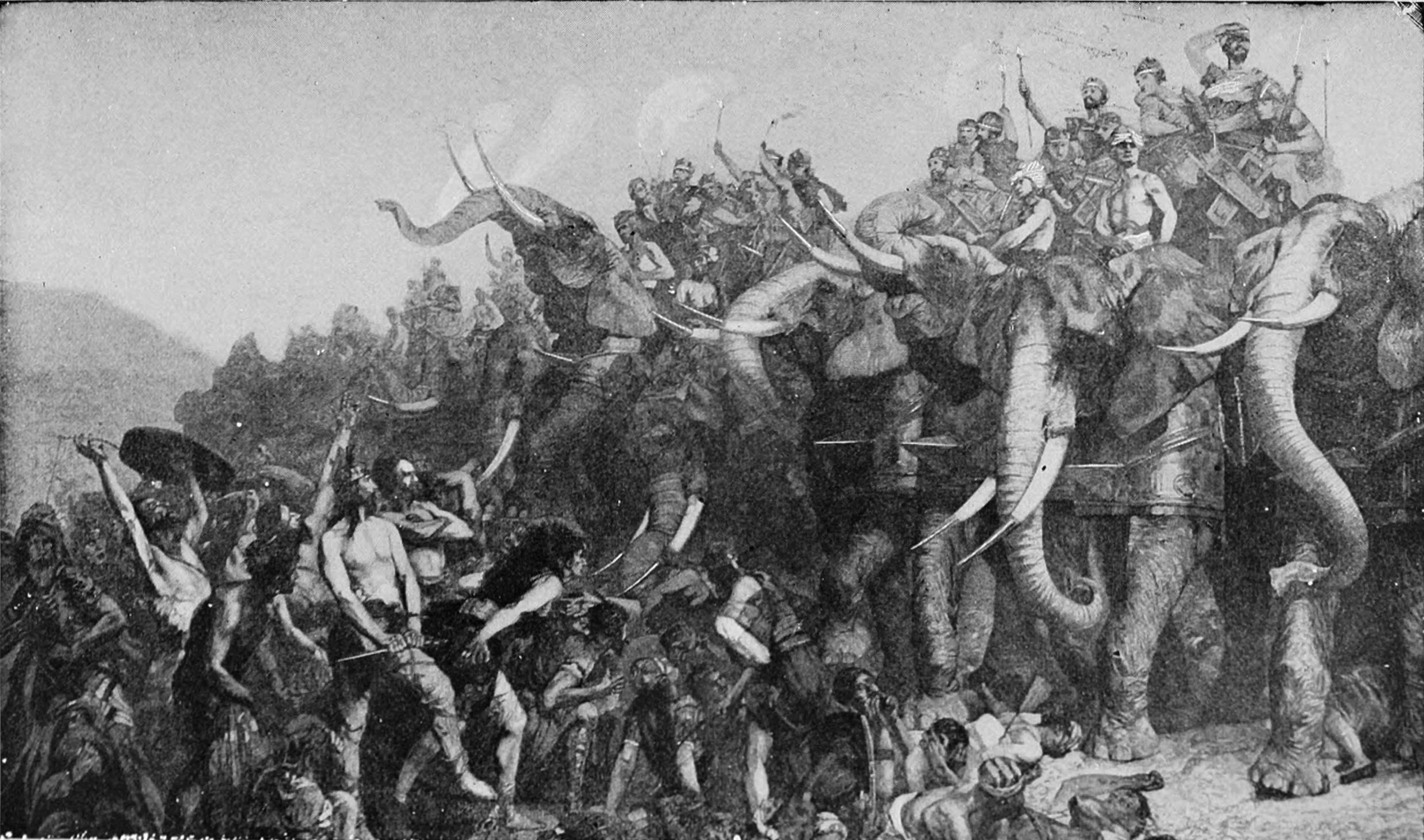
L'esercito di Annibale in marcia verso l'Italia si scontrò lungo il tortuoso cammino contro le popolazioni iberiche e celtiche

Dopo avere valicato il fiume Ebro, disponendo l'esercito su tre colonne, iniziarono i primi problemi. Polibio e Tito Livio scrivono che Annibale "dovette combattere contro almeno quattro tribù": gli Ilergeti, i Bargusi, gli Ausetani e i Lacetani (che si trovano ai piedi dei Pirenei). Essi raggiunsero quindi la colonia greca di Emporion (attuale Empúries). A difendere le nuove conquiste, come Tarraco, Barcino (l'odierna Barcellona), Gerona, i valichi dei Pirenei e tutta quella che oggi è nota come Costa Brava, Annibale lasciò Annone con 11 000 uomini (10 000 fanti e 1 000 cavalieri). Intanto 7 000 uomini furono congedati (tra cui 3 000 Carpetani) e tornarono in Spagna, poiché Annibale giudicò pericoloso trattenerli con la forza.
E così oltrepassarono i Pirenei valicando il Colle del Perthus durante il mese di agosto, esclusi dal numero i congedati, i morti in battaglia, i dispersi e i disertori, poco più della metà dell'armata iniziale, vale a dire 50 000 fanti, 9 000 cavalieri e i 37 elefanti. Giunto in Gallia, Annibale si accampò presso Illiberri (Elne), da dove poté dialogare con le vicine tribù, ottenendone il libero passaggio fino a oltre la città di Ruscino, in cambio di splendidi doni.

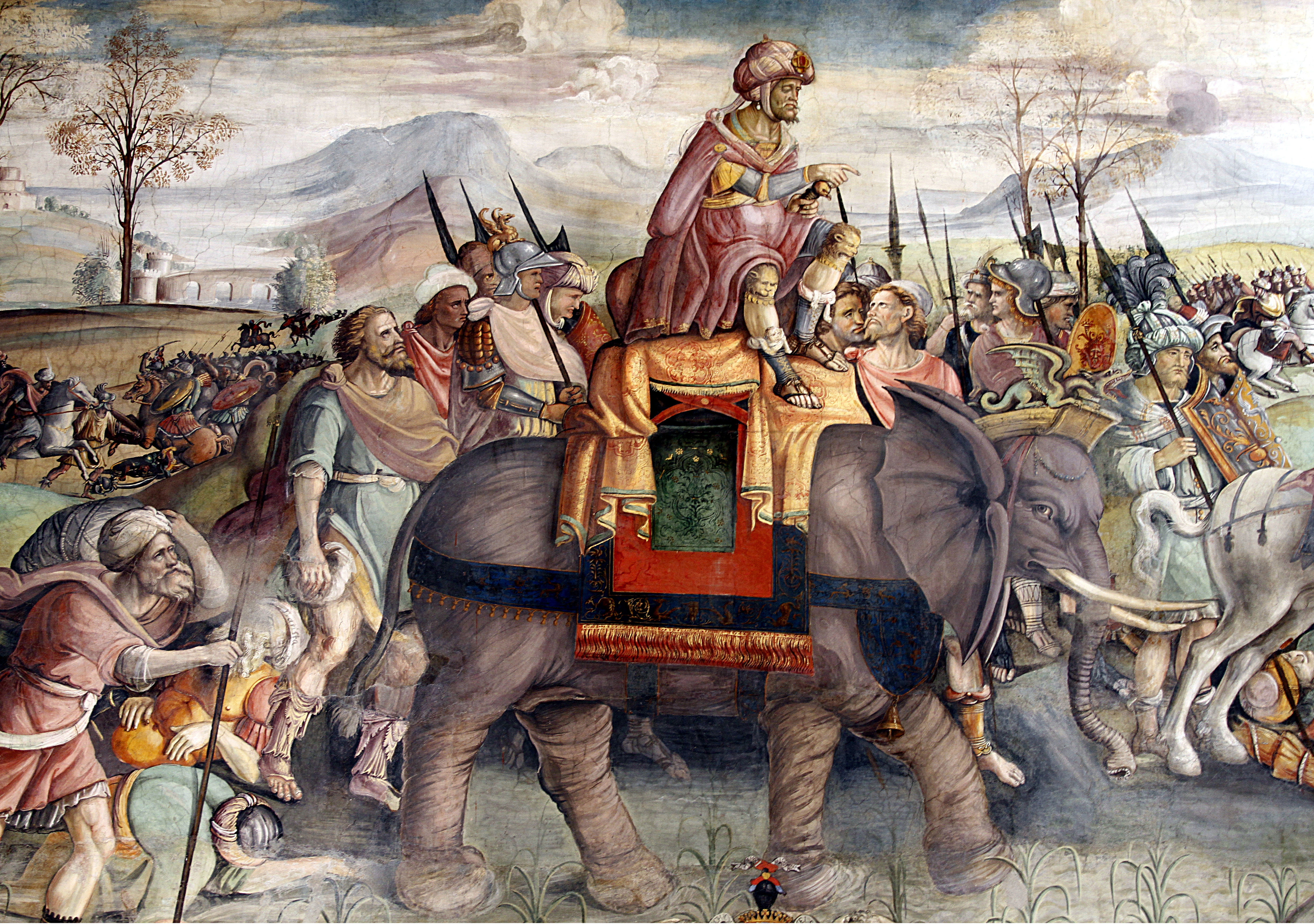
Annibale in Italia, affresco di Jacopo Ripanda (1510 ca.), Palazzo dei Conservatori, Roma

Nel frattempo il console Publio Cornelio Scipione (padre del futuro Scipione l'Africano), che aveva radunato in agosto il suo esercito a Pisa per imbarcarlo alla volta della Spagna, venne raggiunto dalla notizia che Annibale aveva varcato i Pirenei e decise di bloccarlo sul Rodano poiché, non essendo il fiume guadabile, Annibale avrebbe dovuto costruire un ponte di barche per attraversarlo con il suo imponente esercito, con conseguente rallentamento nella marcia. Così il console veleggiò verso la città alleata di Massilia, l'odierna Marsiglia, alle foci del fiume.
Proseguendo, Annibale dovette scontrarsi con le tribù galliche alleate alla colonia greca di Marsiglia che erano – contrariamente alle aspettative del generale cartaginese – del tutto indifferenti alla situazione delle consorelle che occupavano la Pianura Padana a loro volta soggette alla pressione delle armi romane. Annibale, durante la marcia, riuscì ad addomesticare le genti che incontrava con doni o con la minaccia di portare loro devastazioni, fino a quando giunse nel territorio dei Volci Tectosagi. Questi, quando seppero dell'arrivo dell'esercito cartaginese, si trasferirono in massa a est del Rodano, utilizzando il fiume come baluardo e occupandone la sponda sinistra in armi. Allora il condottiero cartaginese riuscì a convincere le popolazioni a ovest del fiume a raccogliere e produrre una grande quantità di navi e di piccole imbarcazioni, cosa alquanto gradita a queste stesse genti che desideravano che l'armata cartaginese attraversasse il Rodano e si allontanasse dai loro territori.
E quando sembrava tutto pronto per traghettare l'esercito cartaginese oltre il grande fiume, l'esercito gallico dei Volci scatenò la propria offensiva. Annibale allora ordinò ad Annone di risalire di notte per almeno un giorno di marcia il fiume controcorrente soprattutto con reparti di Iberi, attraversare quindi il fiume a monte e compiere una manovra di aggiramento, assalendo il nemico alle spalle. Guide galliche informarono che a una distanza di 25 miglia si trovava un'isola, dove il passaggio sembrava più agevolato da una profondità inferiore. Dopo essere giunto al guado venne tagliato in gran fretta il legname con il quale furono costruite imbarcazioni, sulle quali potevano essere trasportati cavalli, soldati e bagagli. Gli Hispani, una volta spogliatisi degli abiti, passarono il fiume su degli otri, appoggiandosi a piccoli scudi sovrapposti. Passato il fiume Annone fece avvertire Annibale con segnali di fumo da un'altura lì vicina. Il condottiero cartaginese, venuto a conoscenza di ciò, dispose alla propria armata di attraversare il Rodano, per non perdere l'occasione. La maggior parte dei cavalli venne trascinata a nuoto per le briglie, agganciate alle poppe delle imbarcazioni. Quei pochi che invece erano stati imbarcati, erano già sellati, in modo che i cavalieri potessero servirsene subito appena sbarcati.

La traversata del Rodano da parte dell'armata di Annibale (disegno di Henri Motte del 1878)

Non appena i Galli videro muoversi l'esercito cartaginese gli andarono incontro con una varietà di urla, canti, percuotendo gli scudi sopra il capo e tenendo le armi con le destre, sebbene fossero spaventati dalla moltitudine di imbarcazioni che si stavano avvicinando alla riva. All'improvviso poi giunsero alle loro spalle le truppe comandate da Annone, che poco prima aveva occupato i loro accampamenti. Assaltati com'erano da due fronti riuscirono ad aprirsi il passo tra la massa di Cartaginesi e, terrorizzati, fuggirono verso i loro villaggi. Così Annibale, fatte passare tranquillamente le rimanenti truppe, pose i propri accampamenti, non curandosi più della minaccia gallica.
Tito Livio racconta di come furono trasportati gli elefanti. Secondo la ricostruzione più verosimile dell'epoca i pachidermi furono trasportati sopra a zattere. Inizialmente fu costruita una zattera lunga 200 piedi (quasi 60 metri) e larga 50 (quasi 15 metri), che fu ancorata con grosse funi alla riva per non essere trascinata via. Fu quindi ricoperta di uno strato di terra, come se fosse un ponte, in modo che gli elefanti vi entrassero con fiducia. A questa prima zattera era quindi collegata una seconda, lunga 100 piedi e larga sempre 50. Sulla prima zattera erano condotti sei pachidermi, con dietro le femmine. Dalla prima zattera erano poi sospinti sulla seconda zattera di dimensioni più piccole, che era ancorata alla prima con legami non fissi. A questo punto venivano sciolti i legami tra le due zattere e la più piccola con i sei elefanti era condotta all'altra riva del fiume, accompagnata da alcune imbarcazioni che la trascinavano. Deposti i primi pachidermi, si tornava a prenderne altri sei per volta. Caddero nel fiume solo pochi elefanti che si dimostrarono particolarmente irrequieti, ma grazie al loro galleggiamento riuscirono tutti a raggiungere la riva opposta.
E mentre si provvedeva a traghettare gli elefanti Annibale inviò cinquecento cavalieri numidi a esplorare gli accampamenti romani per conoscere le dimensioni dell'esercito nemico e che cosa stesse preparando. A questo squadrone di cavalleria si fecero incontro trecento cavalieri romani, che erano stati inviati dal console Scipione dalla foce del Rodano, dove l'esercito romano era sbarcato. Lo scontro tra i due reparti di cavalieri fu inevitabile, e sebbene la vittoria arrise ai Romani, poiché i Numidi si diedero alla fuga, i morti e feriti furono in egual numero da entrambe le parti.
Rientrata la cavalleria numida Annibale era incerto sul da farsi, se proseguire attraversando le Alpi oppure se andare incontro al console romano e affrontarlo in battaglia. Lo dissuase da tale dubbio l'arrivo degli ambasciatori dei Galli Boi (popolazione della Gallia Cisalpina), a capo dei quali vi era un certo Magilo (o Magalo), principe dei Boi, venuto a fargli da guida, aiutando il generale cartaginese ad attraversare le Alpi al fine di combattere il comune nemico: Roma.
(Livio, XXI, 29.6.)
Il generale cartaginese volle evitare, quindi, lo scontro immediato con Scipione, poiché il suo scopo era di arrivare in Italia con il massimo di forze e poi infliggere una serie di sconfitte umilianti ai Romani favorendo in questo modo la defezione delle popolazioni italiche assoggettate; così dopo avere fatto passare il fiume all'esercito, elefanti compresi, puntò verso nord risalendo il corso del Rodano.

#### Passaggio delle Alpi (218 a.C.)
Annibale, dopo avere preso la decisione di attraversare le Alpi, radunò l'assemblea e cercò di scuotere l'animo dei soldati, sia esortandoli sia rimproverandoli. Comandò quindi di ristorarsi e prepararsi per il viaggio. Il giorno seguente l'esercito si mise in marcia risalendo il corso del Rodano, non perché questa fosse la via più breve, ma perché, più si fosse allontanato dal mare, meno probabilità vi sarebbero state di scontrarsi con i Romani prima di giungere in Italia.

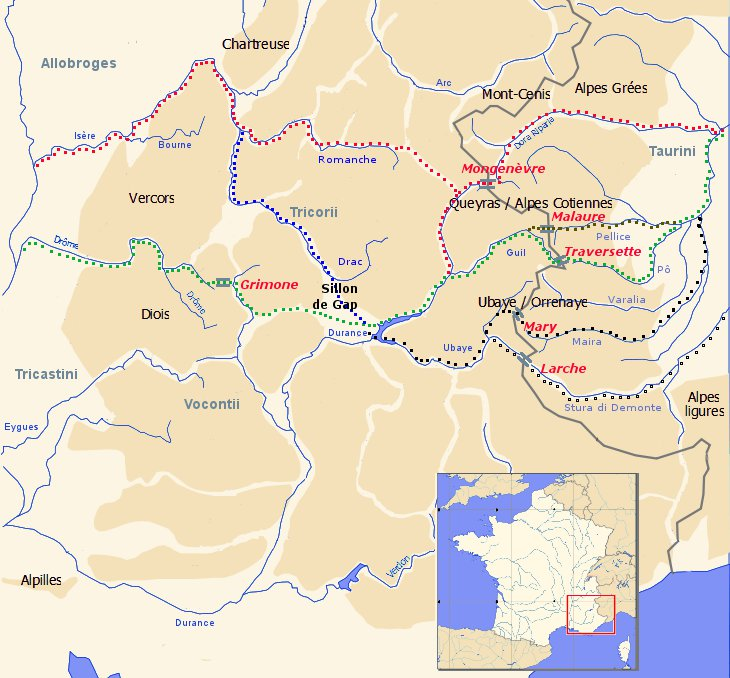
Le possibili vie seguite da Annibale per raggiungere l'Italia romana

Livio sostiene che Annibale dopo quattro giorni di marcia sia giunto in una località chiamata Isola. Qui i fiumi Rodano e Isère si incontrano, scendendo entrambi dalle Alpi. Anche lo storico greco Polibio scrive che Annibale arrivò con il suo esercito all'altezza del fiume Isère, affluente di sinistra del Rodano, ma non aggiunge nessuna informazione circa il valico delle Alpi: probabilmente se ne era già persa la memoria o la cosa era ritenuta superflua. Questo territorio compreso tra i due fiumi era abitato dagli Allobrogi, gente assai potente e ricca nella Gallia di quel periodo.
Si racconta che il popolo degli Allobrogi fosse in preda a discordie interne. Due fratelli erano infatti in lotta per il possesso del regno e Annibale venne chiamato a dirimere la disputa. Egli, divenuto arbitro del regno, restituì il potere al fratello maggiore, ottenendone in cambio aiuti di vettovaglie e di abiti per meglio superare il gelo presente sulle Alpi. Una volta placate le discordie tra gli Allobrogi, l'armata cartaginese non prese il cammino per la strada più breve, ma ripiegò sulla sinistra verso il paese dei Tricastini, poi passando nella parte estrema del territorio dei Voconzi, giungendo quindi al paese dei Tricori e raggiungere il fiume Druenza (Durance). Questo fiume era «particolarmente difficile da attraversare, più di ogni altro della Gallia», tanto da generare panico e confusione nelle truppe durante la sua traversata.
Sempre secondo il racconto Annibale dal fiume Druenza per strade relativamente piane giunse alle Alpi senza subire ulteriori attacchi da parte delle popolazioni celtiche del posto. Purtroppo l'imponenza delle montagne, gli uomini di aspetto selvaggio con barbe e capelli lunghi, l'immagine squallida di ogni cosa, rinnovarono nei soldati il terrore. I montanari del luogo cercarono, inoltre, di opporre resistenza al passaggio dell'esercito cartaginese, senza però riuscirvi, grazie a una serie di stratagemmi che Annibale escogitò durante la lunga marcia, occupando alture, passi, borghi e villaggi nemici di volta in volta. Dopo nove giorni di marcia Annibale giunse al valico per passare le Alpi. L'esercito si fermò nei suoi pressi per due giorni, sorpreso anche da una nevicata, caduta mentre la costellazione delle Pleiadi tramontava.
(Livio, XXI, 35.7-8.)
Una più recente ricostruzione, che è compatibile con la risalita per la valle dell'Arc, colloca il passaggio per il Colle dell'Autaret e il Colle d'Arnas nelle Valli di Lanzo e la discesa verso quello che è l'attuale comune di Usseglio. L'Autaret è un passo a 3 077 m. Erano gli inizi di settembre in concomitanza con la luna piena e Annibale riuscì a raggiungere la Pianura Padana, mantenendo quell'effetto sorpresa che voleva ottenere. Appena sopra al passo, dalla Punta Costan è possibile vedere la Pianura Padana verso Orbassano, nella discesa si incontra parte della montagna scavata nella roccia per il passaggio di carri o grandi animali riportato da Polibio. La piana di Usseglio ben si presta alla ricompattazione dell'esercito ai piedi del passo. La popolazione dei Celti Graioceli (Alpi Graie) da sempre nemici dei Romani, ha fornito supporto con guide e vettovagliamento prima della salita nella piana di Bessans e dopo il colle nella piana di Usseglio. Un'esaustiva descrizione del passaggio si trova nel trattato storico "Annibale ed i Celti Alpini" con 470 pagine illustrate.
I soldati, presi da grande appagamento, ripresero la marcia, sebbene la discesa fu più aspra e difficile rispetto alla salita, in quanto la strada sul versante italico era più scoscesa rispetto a quella del versante gallico, con grande rischio di cadere e precipitare nei dirupi sottostanti.

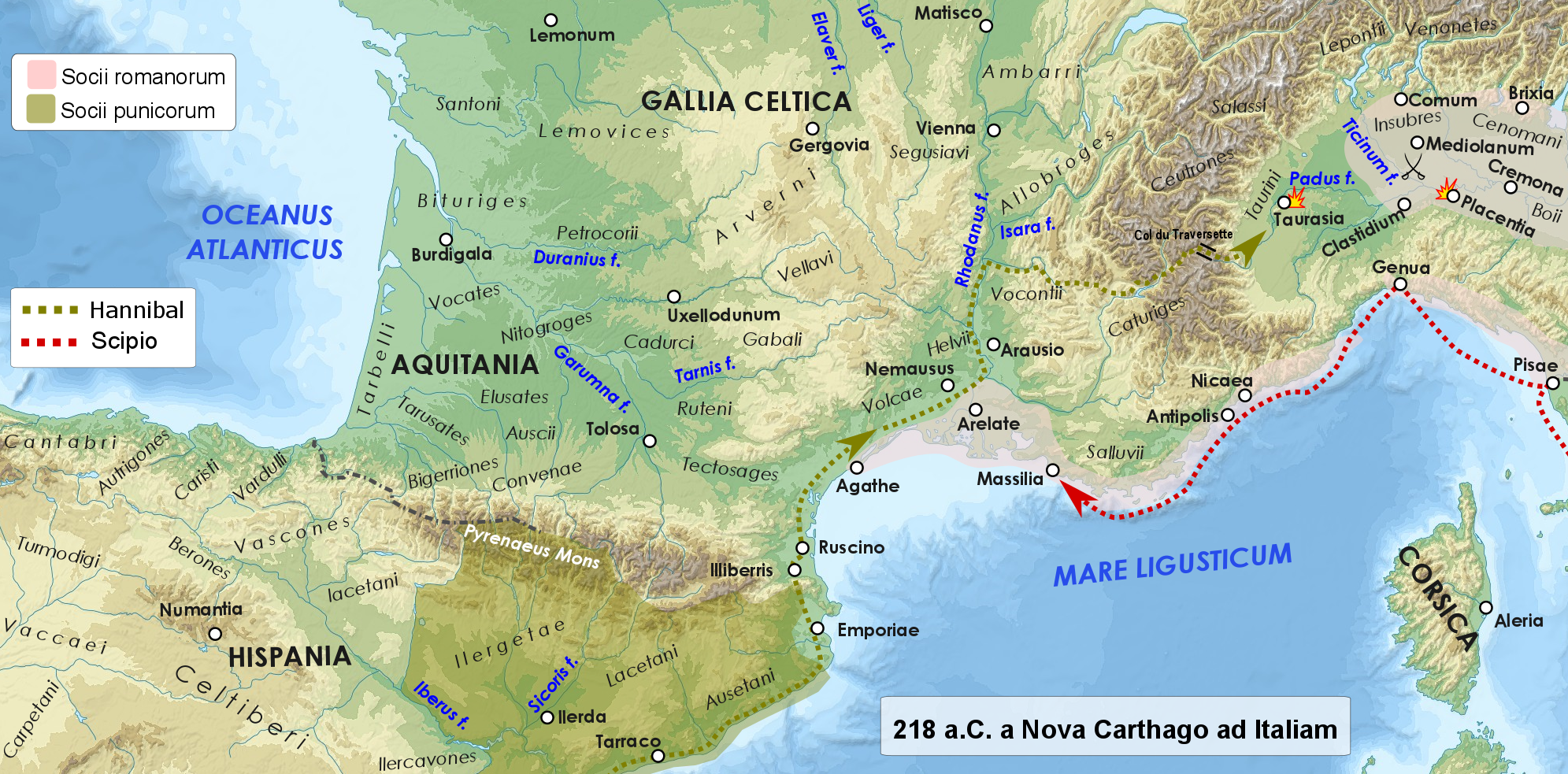
218 a.C.: marcia di Annibale da Nova Carthago all'Italia settentrionale, fino allo scontro con l'esercito romano di Scipione (padre dell'Africano) al Ticino

#### Le grandi vittorie in Italia: dal Ticino a Canne (218-216 a.C.)
Fu così che Annibale giunse in Italia cinque mesi dopo la partenza da Nova Carthago e quindici giorni dopo avere valicato le Alpi. Sul problema di quante truppe rimasero dopo la traversata non vi era accordo fin dall'antichità. Alcuni parlano addirittura di 100 000 fanti e 20 000 cavalieri; altri invece di un contingente piuttosto modesto, formato da 20 000 fanti, 6 000 cavalieri. Livio sostiene che Lucio Cincio Alimento, che aveva scritto dopo essere stato fatto prigioniero da Annibale, avrebbe potuto offrire la miglior testimonianza storica. E invece sembra abbia fatto confusione riguardo al numero complessivo, comprendendo oltre all'armata iniziale anche quella che si unì al condottiero cartaginese tra Liguri e Galli, e contandone perciò 80 000 fanti e 10 000 cavalieri. Sempre Cincio Alimento aveva sentito dire da Annibale di avere perduto dopo il passaggio del Rodano, 36 000 uomini e un grandissimo numero di cavalli e altri animali.
In Gallia Cisalpina Annibale dovette passare inizialmente, prima di raggiungere le tribù alleate degli Insubri e dei Boi, attraverso il territorio dei Taurini che opposero resistenza, ma furono facilmente sconfitti (dopo la presa della loro capitale, nei dintorni dell'odierna Torino), anche perché erano in lotta proprio con gli Insubri. Nel frattempo Publio Scipione, inviato il fratello Gneo in Spagna con la flotta e parte delle truppe, era ritornato in Italia attestandosi a Piacenza. Tiberio Sempronio Longo, richiamato dal Senato romano, dovette rinunciare al progetto di sbarco in Africa. Il piano di Annibale era riuscito; la sua audace e inattesa offensiva terrestre costrinse Roma ad abbandonare precipitosamente i suoi piani di attacco diretti a Cartagine che quindi per il momento non dovette temere minacce da parte del nemico.

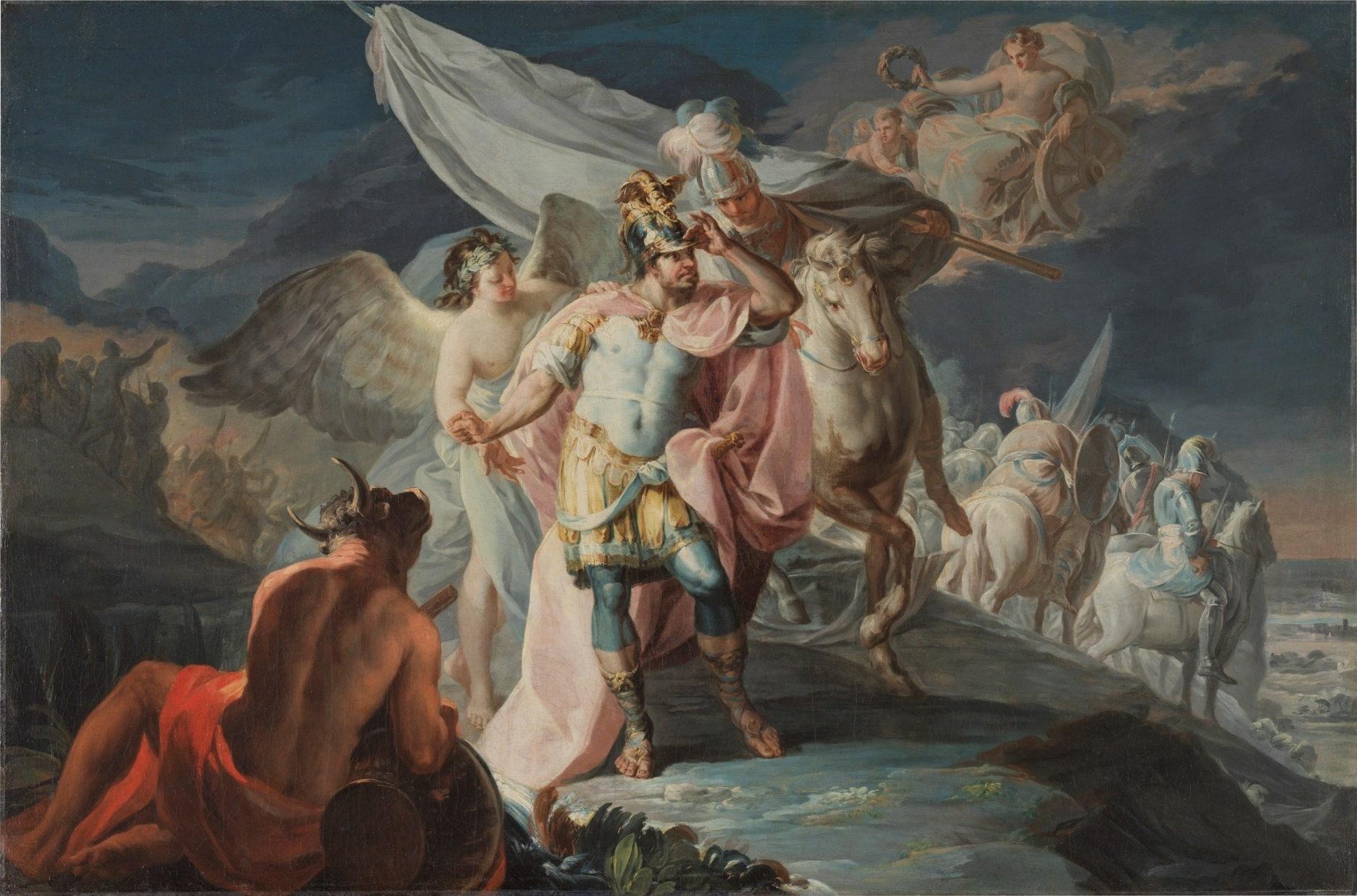
Annibale vincitore contempla per la prima volta l'Italia, dalle Alpi (dipinto di Francisco Goya)

La sua improvvisa apparizione nella Gallia Cisalpina fece ribellare molte tribù galliche che da poco avevano stipulato un'alleanza con Roma. Dopo una breve sosta per lasciare riposare i soldati Annibale mosse lungo la valle del Po sconfiggendo i Romani, guidati dal console Publio Cornelio Scipione, in un combattimento lungo il Ticino; il console rischiò di essere ucciso e la cavalleria numidica si dimostrò molto pericolosa; le legioni si ritirarono e furono costrette a evacuare buona parte dell'attuale Lombardia. Nel dicembre dello stesso anno ebbe l'opportunità di mostrare la sua capacità strategica quando attaccò al fiume Trebbia, vicino a Piacenza, le forze di Publio Cornelio Scipione (padre dell'Africano), cui si erano aggiunte le legioni di Tiberio Sempronio Longo. Tatticamente la battaglia anticipò quella di Canne. L'eccellente fanteria pesante romana si incuneò nel fronte dell'esercito cartaginese, ma i Romani furono accerchiati ai fianchi dalle ali della cavalleria numidica e respinti verso il fiume, dove furono sorpresi da un contingente di truppe opportunamente nascosto da Annibale lungo la riva. Dei 16 000 legionari e 20 000 alleati, si salvarono circa 10 000 uomini che ripiegarono nella colonia romana di Piacenza fondata da poco (218 a.C.).
Dopo avere reso sicura la sua posizione nel Nord Italia con questa battaglia Annibale posizionò le sue truppe per l'inverno fra i Galli, il cui zelo per la sua causa cominciò a scemare a causa dei costi del mantenimento dell'esercito punico. Nella primavera del 217 a.C. Annibale decise di trovare a sud una base di operazioni più sicura. Con le sue truppe e l'unico elefante sopravvissuto all'inverno, Surus, attraversò quindi l'Appennino senza incontrare opposizione. Lo attendevano grosse difficoltà nelle paludi dell'Arno, dove perse molte delle sue truppe per i disagi e le malattie e dove egli stesso perse un occhio.
(Polibio, III, 79, 11-12.)
Nepote invece afferma che non poté più utilizzare l'occhio destro bene come prima.

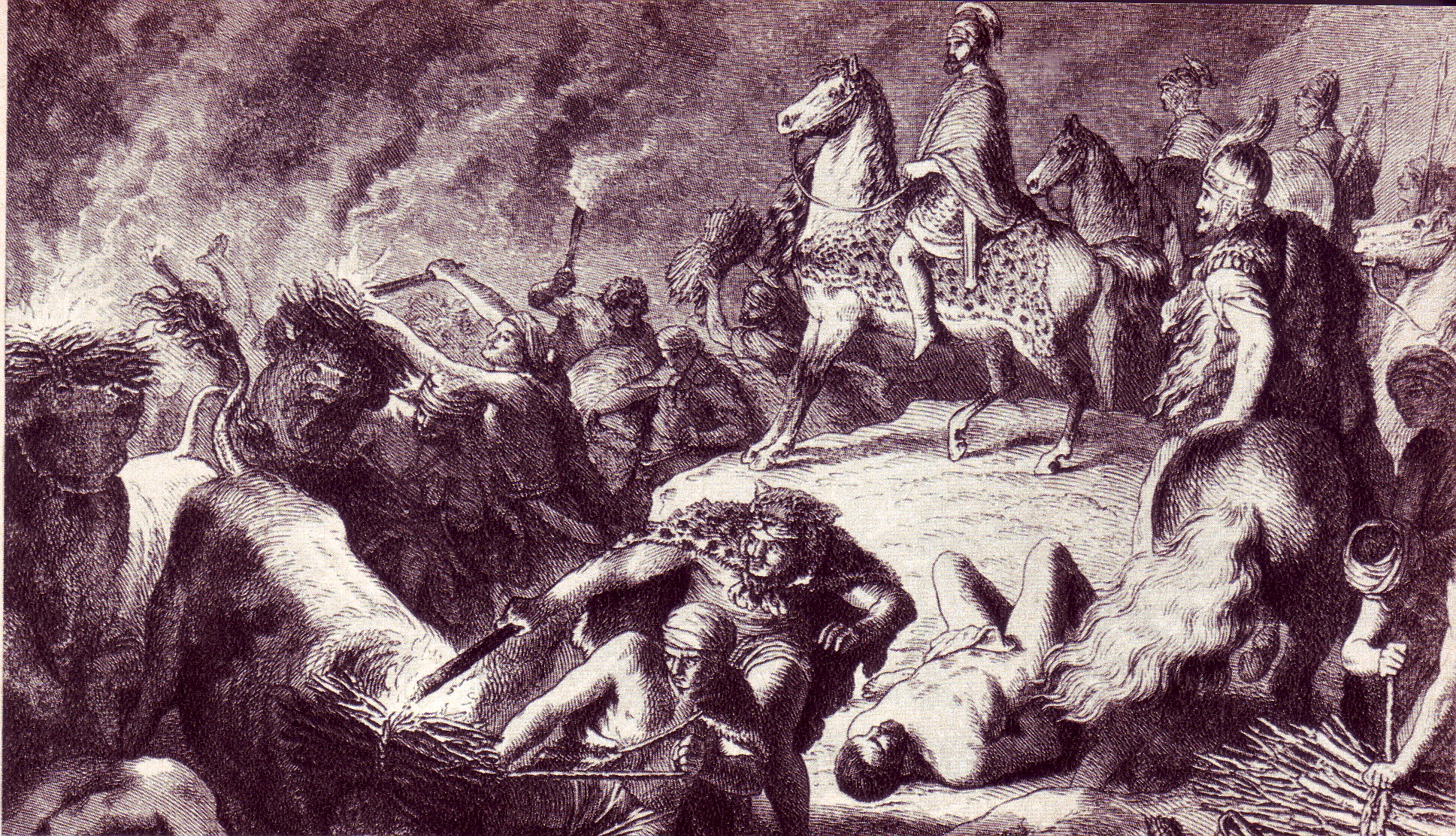
Annibale sfugge al Temporeggiatore, ingannandolo sulla reale entità delle proprie forze, applicando nella notte delle torce accese sulle corna dei buoi

Avanzò quindi in Etruria su terre più elevate, seguito dalle nuove legioni romane. Dopo avere devastato e saccheggiato il territorio, organizzò un'abile imboscata contro le truppe del console Gaio Flaminio. Con l'aiuto della nebbia riuscì a sorprendere i Romani nella battaglia del lago Trasimeno; Annibale posizionò le sue truppe sulle colline che sovrastavano la via lungo il lago che le legioni, ignare del pericolo, stavano percorrendo; al momento convenuto i soldati del condottiero cartaginese calarono all'improvviso dalle colline sulle truppe romane in marcia che furono intrappolate sulle spiagge e nelle acque del lago. La battaglia si concluse con la completa disfatta dei Romani; morì anche il console Flaminio, ucciso da un cavaliere celtico.
Annibale credette forse di avere la strada per Roma aperta. Ma se da un lato era vero che nessun esercito si frapponeva più fra lui e Roma, man mano che si addentrava in Umbria, dovette constatare che le popolazioni continuavano a rimanere fedeli a Roma e a lui ostili, pertanto preferì sfruttare la sua vittoria per spostarsi dal Centro al Sud Italia tentando di suscitare una rivolta generale contro il dominio di Roma. Suo malgrado, questa strategia a lungo andare fallì, nonostante un iniziale successo. Infatti la maggior parte delle città sottomesse a Roma non si ribellarono come lui aveva sperato.
Controllato e infastidito da vicino dalle truppe del dittatore Quinto Fabio Massimo che sarà detto "il Temporeggiatore", in questa fase Annibale riuscì solo parzialmente nel suo intento di minare la solidità dello Stato romano. Dal punto di vista militare invece egli continuò a mostrare una grande abilità tattica: in un'occasione, anche se apparentemente in difficile posizione nella pianura campana, riuscì a sfuggire con uno stratagemma e a raggiungere le ricche pianure dell'Apulia, dove i Romani non osarono affrontarlo per timore della superiore cavalleria cartaginese. Annibale inoltre non mancò di seminare confusione e sospetto nel campo nemico incendiando e devastando i terreni attraversati dal suo esercito ma risparmiando i possedimenti di Fabio Massimo, insinuando in questo modo il dubbio su possibili accordi segreti con il dittatore romano.

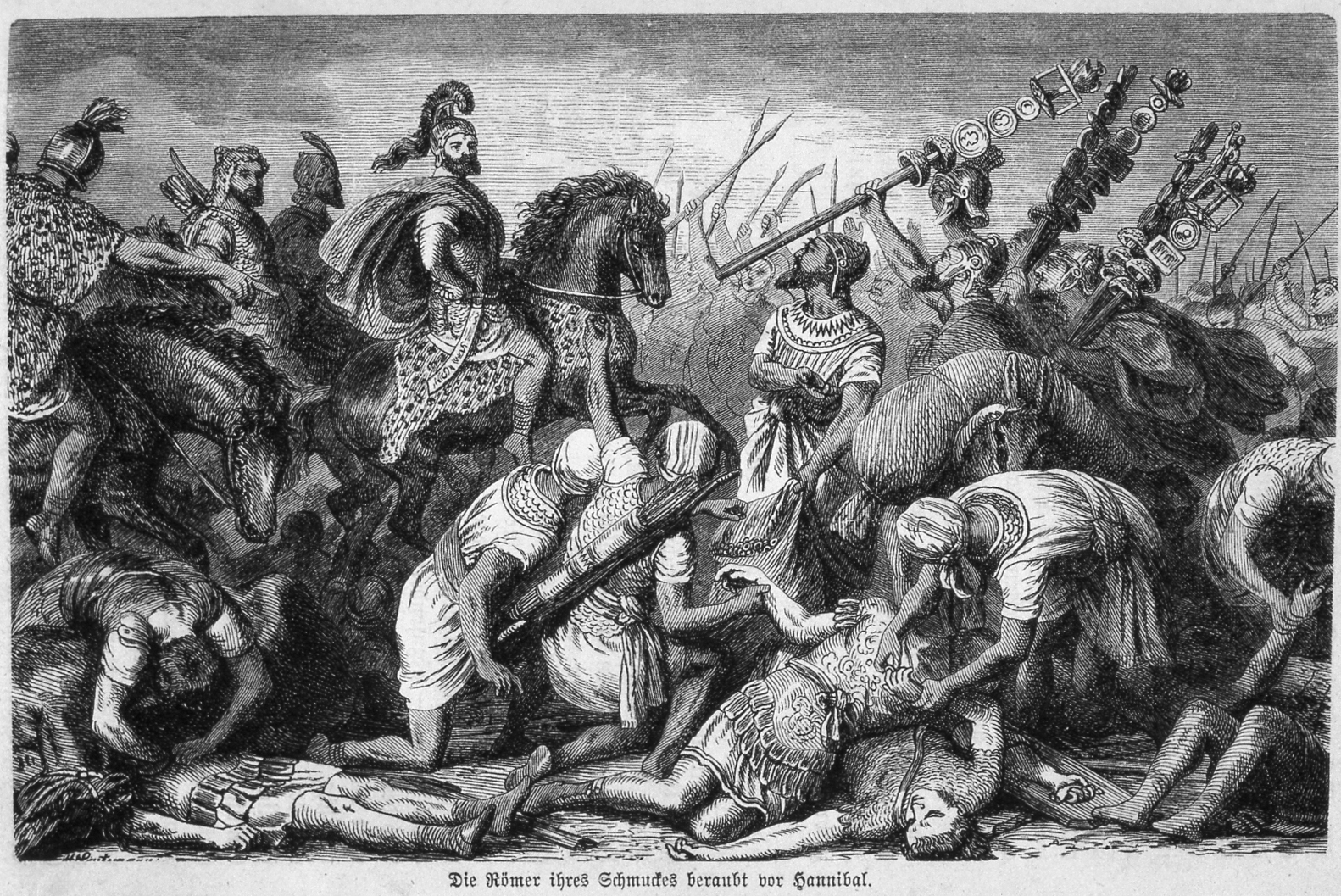
Annibale percorre trionfalmente il campo di battaglia di Canne dopo la vittoria (stampa ottocentesca)

Nel complesso durante la campagna del 217 a.C. Annibale non riuscì a ottenere la collaborazione delle principali popolazioni italiche, ma l'anno seguente, grazie a nuove, impressionanti vittorie, ebbe l'opportunità di mettere in grave difficoltà il sistema di alleanze di Roma con i popoli alleati dell'Italia meridionale. Un grande esercito romano costituito da otto legioni e comandato dai consoli Lucio Emilio Paolo e Gaio Terenzio Varrone, avanzò verso di lui in Apulia e accettò battaglia nei pressi di Canne. Ponendo al centro dello schieramento la fanteria ibero-gallica (che come previsto cedette rapidamente sotto l'urto dell'attacco frontale dei legionari) e sui due lati la fanteria pesante africana, armata in parte con armi romane catturate nelle precedenti battaglie, Annibale attirò la massa delle legioni romane in una trappola. Nel tentativo di sfondare le linee dei Galli, i Romani furono attaccati sui fianchi dalla fanteria pesante africana e presto, compressi in uno spazio ristretto, non poterono fare valere la loro superiorità numerica e furono messi in difficoltà. Inoltre la cavalleria pesante numidica sbaragliò subito la cavalleria romano-italica, e, mentre la cavalleria leggera numidica inseguiva i resti della cavalleria nemica, rientrò in campo alle spalle delle legioni romane già in grave difficoltà, completando l'accerchiamento. Annibale riuscì quindi a circondare le legioni e a distruggerle quasi completamente. Le legioni romane, attaccate da tutte le direzioni e senza spazio di manovra, furono progressivamente distrutte; quasi 45 000 legionari, novanta senatori, trenta tra ex consoli, pretori ed edili, caddero sul campo di battaglia, venne ucciso anche il console Emilio Paolo; 10 000 furono i prigionieri e solo 3 000 circa riuscirono a rifugiarsi a Venusia con l'altro console Varrone.
Le perdite di Annibale furono di circa 6 000 uomini. Questa vittoria favorì finalmente importanti defezioni e portò al suo fianco gran parte delle popolazioni dell'area, maggiormente sottoposte alla pressione delle truppe cartaginesi, tra cui la Daunia, parte del Sannio, la Lucania e il Bruzio, mentre l'Etruria e i Latini restarono fedeli all'Urbe. Il condottiero sperò forse in un primo tempo di avere raggiunto la vittoria finale; alcuni prigionieri furono inviati a Roma per trattare il riscatto ma il Senato romano rifiutò ogni discussione e si dimostrò deciso a continuare la guerra.
Polibio immagina il condottiero cartaginese a colloquio con i suoi comandanti la sera della battaglia di Canne ormai conclusa per sottolineare l'errore di strategia commesso dal vincitore:
Annibale dunque non ritenne possibile portare un attacco diretto a Roma, nonostante questa apparisse indebolita dopo le gravi perdite subite, e preferì dispiegare le truppe sul territorio occupato nel Mezzogiorno per consolidare le sue posizioni e favorire ulteriori defezioni. Dopo la battaglia di Canne l'evento più importante della guerra in Italia fu l'alleanza di Annibale con Capua, allora la seconda maggior città d'Italia dopo Roma e prima per ricchezza, dove l'esercito cartaginese trascorse l'inverno del 216-215 a.C., avendo finalmente la possibilità di riposare dopo tre anni di continui combattimenti. La tradizione storiografica romana ha dato grande importanza a questi cosiddetti "ozi di Capua" che avrebbero compromesso la solidità e la combattività di Annibale e del suo esercito, fiaccati dai piaceri del soggiorno nella città campana. Questa interpretazione tradizionale peraltro non trova alcun riscontro in Polibio ed è stata fortemente svalutata dalla storiografia moderna che la ritiene tendenziosa ed errata; in realtà Annibale e il suo esercito avrebbero continuato a dimostrare la loro superiorità per altri undici anni in Italia senza subire reali sconfitte.

#### Gli anni trascorsi nell'Italia meridionale (215-203 a.C.)
Negli anni successivi Annibale dovette rinunciare a grandi manovre offensive e limitarsi a controllare le principali città dell'Italia meridionale. Non riuscì più a costringere i suoi nemici a una nuova grande battaglia campale; i Romani ritornarono alle tattiche di logoramento di Quinto Fabio Massimo e dispiegarono sul campo un numero sempre più elevato di legioni per controllare il territorio e recuperare lentamente le posizioni perdute.
Annibale cercò inizialmente di sfruttare la grande vittoria di Canne; inviò a Cartagine il fratello Magone per illustrare i brillanti successi raggiunti e richiedere rinforzi, ma i dirigenti della città, preoccupati per la situazione in Spagna, si limitarono a inviare un piccolo contingente di cavalleria. Il condottiero cartaginese nel 215 a.C. tentò di estendere il suo dominio in Italia meridionale ma subì alcuni insuccessi nel tentativo fallito di occupare Nola difesa dal tenace Marco Claudio Marcello. Egli cercò anche di organizzare una grande coalizione internazionale contro Roma e concluse un importante trattato di alleanza con Filippo V di Macedonia. Annibale inoltre entrò in contatto anche con gli inviati del giovane re di Siracusa, Geronimo, che sembrava disposto a cooperare nella lotta contro Roma.

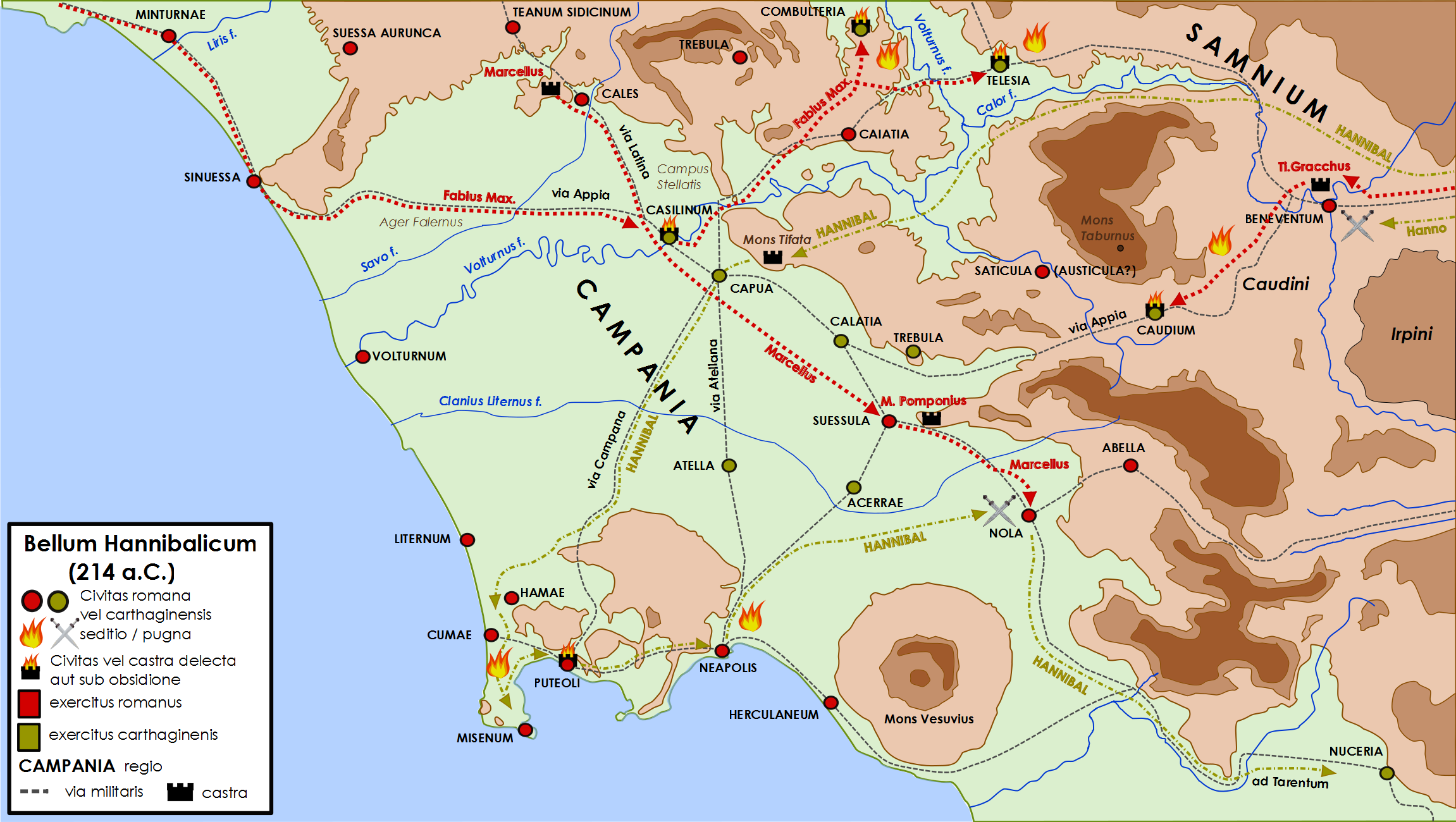
Campagna di Annibale in Campania nel 214 a.C.

Nel 214 a.C. Annibale occupò il Bruzio e conquistò gli importanti porti di Locri e Crotone da dove sperava di potere entrare in contatto con la madrepatria, ma un nuovo attacco a Nola venne respinto da Claudio Marcello. Nel 213 a.C. la situazione sembrò volgere nuovamente a favore di Cartagine: Siracusa ruppe l'alleanza con Roma e l'intera Sicilia si ribellò; Annibale riuscì a conquistare, grazie alla collaborazione di una fazione della città, la colonia greca di Taranto, anche se la rocca che controllava l'importante porto rimase in mano ai Romani.. Nel 212 a.C. il centro delle operazioni divenne Capua dove i Romani concentrarono sei legioni per assediare e riconquistare la città: la situazione del cartaginese divenne più difficile. Annibale continuò tuttavia a battersi coraggiosamente e raggiunse altre vittorie locali; dall'Apulia ritornò in Campania in soccorso di Capua; il pretore Tiberio Sempronio Gracco venne ucciso in un agguato, due formazioni legionarie romane furono distrutte nella battaglia del Silaro e nella prima battaglia di Herdonia; i Romani sospesero temporaneamente l'assedio di Capua. Nel 211 a.C. i Romani, in assenza di Annibale, ritornarono ad assediare Capua la cui situazione divenne drammatica. Annibale rientrò ancora in Campania, ma dopo soli cinque giorni, temendo che a Capua potesse trovarsi intrappolato dall'arrivo dei nuovi consoli, che lo avrebbero così tagliato fuori dai necessari rifornimenti, giunse alla conclusione che era impossibile sbloccare un simile assedio con un attacco di forza. La soluzione che egli escogitò fu quella di marciare in modo rapido e inaspettato contro Roma stessa, «che era il centro della guerra», provocando così negli abitanti un tale spavento da indurre Appio Claudio o a sbloccare l'assedio e correre in aiuto della patria, oppure a dividere il proprio esercito, nel qual caso sia le forze inviate a Roma in aiuto, sia quelle lasciate a Capua sarebbero state facilmente battibili.
(Tito Livio, Ab Urbe Condita, XXVI 7.3)
La marcia proseguì attraverso il Sannio e arrivò a tre chilometri da Roma, nella piana davanti al ponte Salario, sperando in questo modo di alleggerire la situazione di Capua. L'improvvisa avanzata del cartaginese provocò il panico nella popolazione ma, non disponendo delle forze e dell'equipaggiamento per un lungo assedio, egli ben presto dovette ritirarsi nuovamente. Tito Livio nel suo resoconto di questa famosa incursione di Annibale fino alle porte di Roma ("Hannibal ad portas") inserisce elementi scarsamente attendibili su eventi climatici soprannaturali che avrebbero scosso la risolutezza del condottiero e riferisce del comportamento impavido del Senato di Roma. In realtà Annibale, avendo raccolto un notevole bottino dopo il saccheggio del territorio intorno a Roma e ritenendo che il suo piano per distrarre le legioni romane dall'assedio di Capua fosse sostanzialmente fallito, decise autonomamente di ritornare in Campania. Il condottiero cartaginese inflisse una sconfitta alle truppe romane che, al comando del console Publio Sulpicio Galba Massimo, lo avevano inseguito, ma non poté più impedire la caduta di Capua. Nella città campana, le autorità locali ritennero impossibile prolungare la resistenza; pensando che Annibale non potesse più portare loro aiuto e sperando nella clemenza di Roma, decisero di arrendersi. La repressione di Roma fu spietata: i nobili campani vennero in buona parte giustiziati e tutti gli abitanti vennero venduti come schiavi; Capua, ridotta in rovina, venne trasformata in borgo agricolo sotto il controllo di un prefetto romano. La brutale vendetta di Roma fece vacillare la decisione delle altre popolazioni vicine.
Nel 210 a.C. Annibale non riuscì più a sferrare grandi offensive e Roma, attenendosi ai principi tattici di Fabio Massimo, continuò a contendere territorio e risorse al cartaginese senza farsi coinvolgere in grandi battaglie campali. Così Tito Livio descrive il particolare momento della guerra in corso ormai da otto lunghi anni:
(Tito Livio, Ab Urbe Condita, XXVI 37)
Annibale era particolarmente angosciato dal fatto che Capua, assalita dai Romani con maggior decisione di quanto non fosse stata difesa, aveva allontanato dai Cartaginesi molte popolazioni dell'Italia meridionale. Del resto egli non avrebbe potuto mantenerle in suo potere distribuendo tra loro le dovute guarnigioni, poiché questo avrebbe frantumato l'esercito in numerose piccole parti, esponendolo a un attacco congiunto delle forze romane. D'altro canto, ritirando i presidi, avrebbe perduto la fedeltà degli alleati. Fu così che preferì saccheggiare quelle città che non poteva difendere per abbandonare ai nemici solo luoghi devastati. Egli infatti, quello stesso anno, ottenne ancora una vittoria, a Herdonia (oggi Ordona, in Apulia), dove sconfisse un altro esercito proconsolare, ma che non influì sul corso della guerra. Quinto Fabio Massimo, nonostante i suoi quasi settant'anni, assalì Taranto che espugnò l'anno successivo. Qui 30 000 dei suoi abitanti furono venduti come schiavi. Era il 209 a.C. e Roma, con 10 delle sue 21 legioni attive (pari a 100 000 cittadini circa e altrettanti alleati), continuava la graduale riconquista del Sannio e della Lucania.
Nel 208 a.C. i nuovi consoli, l'esperto Marco Claudio Marcello, la "spada di Roma" e conquistatore di Siracusa, e Tito Quinzio Crispino, sembrarono decisi finalmente ad attaccare in campo aperto Annibale in quel momento accampato con il suo esercito a Venosa; ma il cartaginese si dimostrò ancora una volta superiore: i due consoli furono attirati in un'imboscata, Marcello venne ucciso sul posto e Crispino mortalmente ferito. L'esercito romano, rimasto senza capi, batté in ritirata. Annibale subito accorse a Locri nel Bruzio dove disperse le forze romane che l'assediavano; cadde prigioniero anche il comandante romano, il futuro storico Lucio Cincio Alimento; anche la campagna del 208 a.C. si chiuse favorevolmente per il condottiero cartaginese.

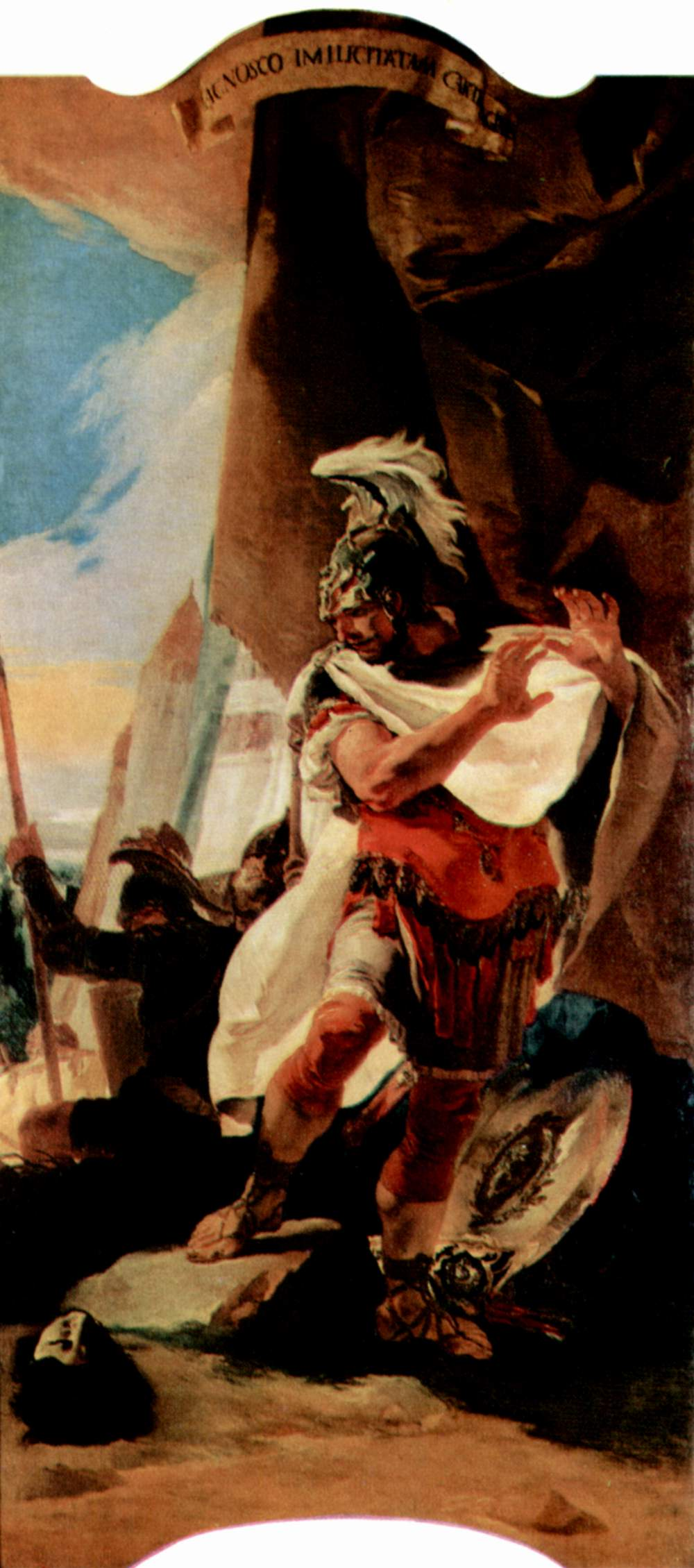
Annibale ritrova il capo mozzato del fratello Asdrubale, ucciso dai Romani, affresco di Giovambattista Tiepolo (1725-1730 ca., Vienna, Kunsthistorisches Museum)

Nel 207 a.C. sembrò che finalmente la madre patria avesse deciso di fornire importanti aiuti ad Annibale; il fratello Asdrubale riuscì a superare l'opposizione del giovane Publio Cornelio Scipione e marciò dalla Spagna fino in Italia dopo avere attraversato le Alpi. Annibale, informato dell'arrivo del fratello, dal Bruzio mosse verso nord; il console Gaio Claudio Nerone non riuscì a bloccarlo e il condottiero raggiunse con il suo esercito l'Apulia, dove sperava di riuscire a concertare un ricongiungimento con un esercito cartaginese che stava discendendo l'Italia agli ordini del fratello. In realtà i Romani intercettarono i messaggeri inviati da Asdrubale e quindi Annibale rimase all'oscuro delle sue intenzioni e rimase fermo in Apulia; il console Nerone con abile manovra tenne impegnato Annibale mentre con una parte delle sue forze marciò a nord dove insieme all'altro console Livio Salinatore sconfisse Asdrubale nella battaglia del Metauro. Il fratello di Annibale venne ucciso e la sua testa venne gettata nell'accampamento cartaginese.
Annibale decise quindi di ritornare nelle montagne del Bruzio dove era intenzionato a perseverare ancora e resistere. Il fratello superstite Magone venne fermato in Liguria (205-203 a.C.) e l'alleanza con Filippo V di Macedonia non gli portò alcun vantaggio a causa del tempestivo intervento della flotta e dell'esercito romano in Grecia.

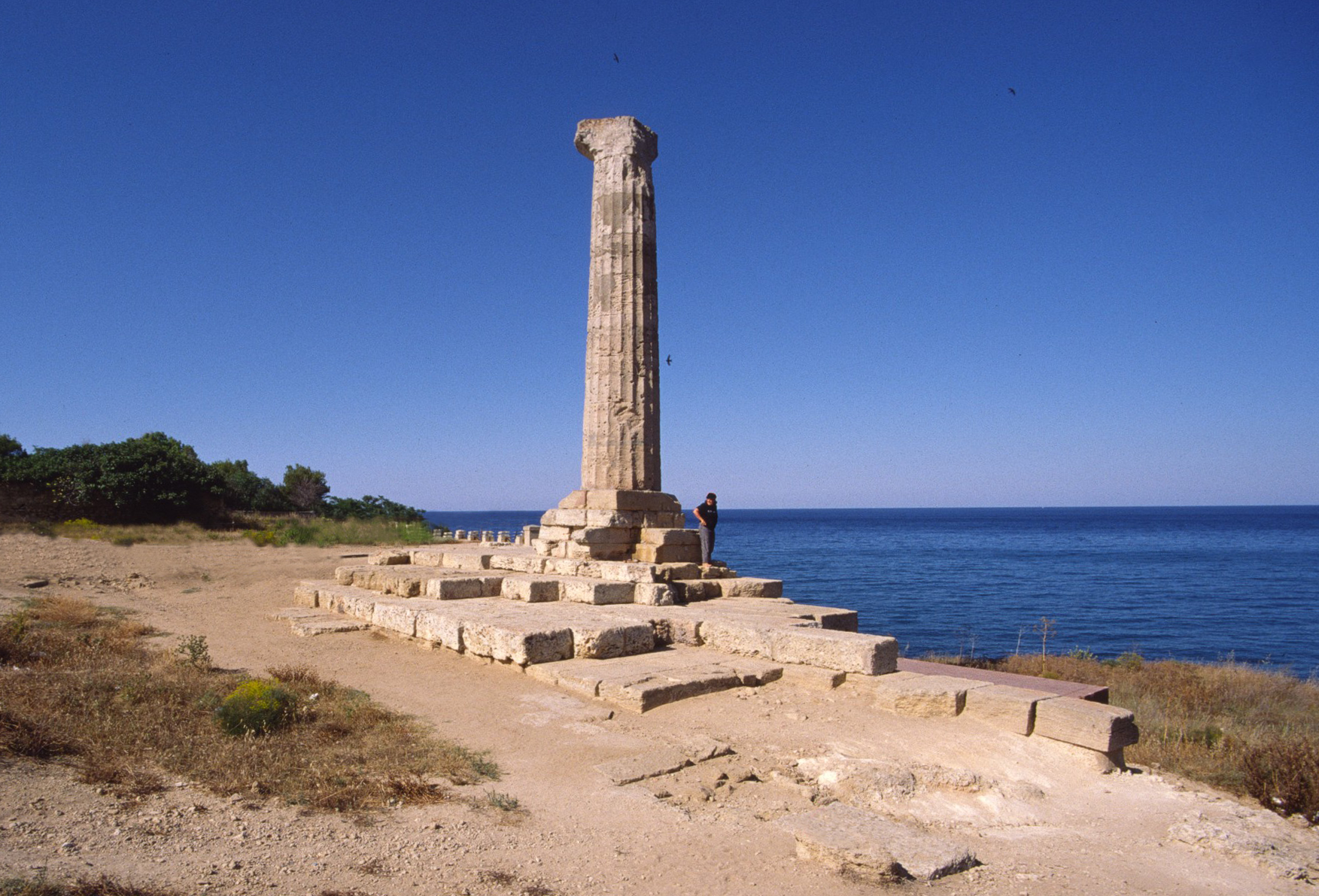
I resti del tempio di Era a Capo Lacinio presso Kroton (oggi Capo Colonna presso Crotone)

Dal 205 al 203 a.C. Annibale rimase praticamente bloccato nel Bruzio; egli difese tenacemente le sue ultime posizioni; non poté impedire la caduta di Locri ma i comandanti romani, ancora intimoriti dalla sua impressionante reputazione, rinunciarono ad attaccarlo. Dopo il fallimento di Magone in Liguria nel 203 a.C. e le vittorie di Cornelio Scipione in Africa, giunse l'ordine da Cartagine di ritornare in patria e infine nell'autunno 203 a.C. Annibale dovette abbandonare l'Italia portando con sé i suoi veterani e i volontari italici disposti a seguirlo. Egli in realtà era consapevole da tempo che la sua lunga campagna nella penisola era fallita; fin dal 205 a.C. aveva fatto incidere, secondo la tradizione dei condottieri ellenistici, un'iscrizione in bronzo presso il tempio di Era a Capo Lacinio dove venivano descritte le sue imprese in Italia.
La capacità di Annibale di rimanere in campo per quindici anni senza soste in Italia in mezzo agli eserciti nemici, nell'ostilità della popolazione, senza mezzi e aiuti adeguati; le sue quasi continue vittorie in grandi battaglie campali e in numerosi scontri minori e soprattutto la sua capacità di mantenere sempre la coesione e la fedeltà delle truppe nel corso dell'interminabile ed estenuante campagna, sono state considerate da Polibio i maggiori successi della sua carriera militare. Anche Theodor Mommsen ha espresso grande ammirazione per l'abilità di Annibale nel combattere per oltre dieci anni azioni offensive, difensive e di logoramento contro un gran numero di eserciti nemici; lo storico tedesco ritiene "meraviglioso" che il condottiero cartaginese sia riuscito a condurre in Italia con "eguale perfezione" due tipi di guerra completamente diversi: l'audace campagna offensiva dei primi anni e le lunghe operazioni difensive dal 215 al 203 a.C.

#### Ritorno in Africa (203-202 a.C.)

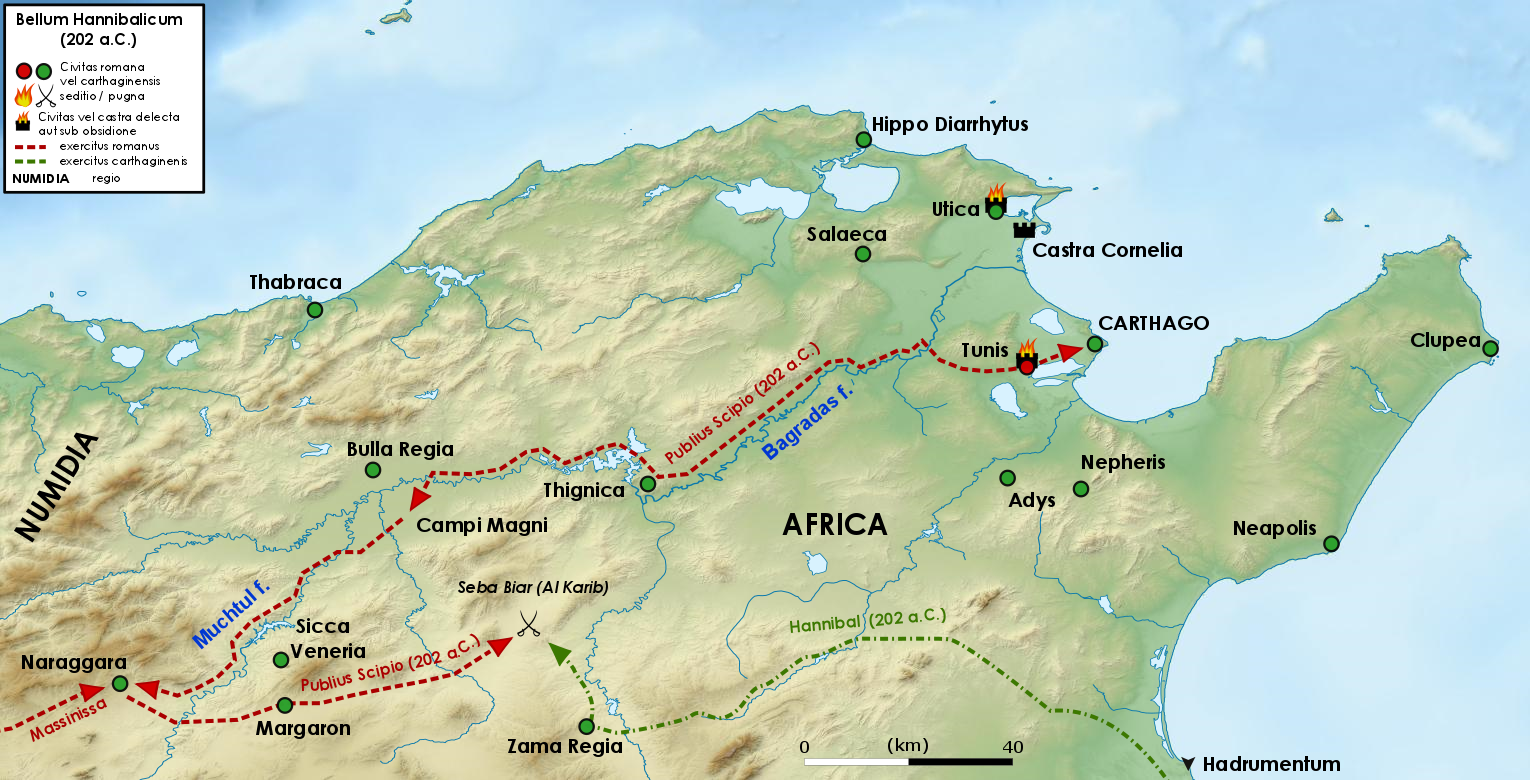
Atto finale della seconda guerra punica, culminata nella battaglia di Zama (202 a.C.)

Nel 204 a.C. Publio Cornelio Scipione Africano, che l'anno prima era stato eletto console, portò la guerra in Africa con 25 000 uomini. Scipione si alleò con Massinissa, re numida avversario dell'altro re numida, Siface, che lo aveva cacciato dal regno con l'aiuto dei Cartaginesi, e ne poté usare la cavalleria, molto più adatta alle nuove tattiche belliche di quella romana. Cartagine cercò di intavolare trattative di pace ma Scipione sconfisse le forze di Asdrubale e Siface in due consecutive battaglie.
Annibale sbarcò con i veterani ad Adrumeto, dove erano i possedimenti della sua famiglia. Il ritorno di Annibale in Africa tuttavia rinforzò la resistenza cartaginese e rinsaldò il morale della popolazione, ridando il vantaggio al partito della guerra; il condottiero ricevette il comando delle truppe disponibili, un misto di milizie cittadine e dei suoi veterani e mercenari trasferiti dall'Italia. Raccolse, in tutto, 36 000 fanti, 4 000 cavalieri e 80 elefanti.
Nel 202 a.C., dopo un'inutile trattativa di pace con Scipione, si scontrò con lui nella battaglia di Zama. Scipione disponeva di un esercito efficiente e addestrato e poteva impiegare l'ottima cavalleria numidica di Massinissa, ma Annibale ideò un nuovo piano di battaglia che mise in difficoltà le legioni romane. La battaglia fu molto aspra, l'intervento delle riserve di veterani di Annibale sembrò dare ancora una possibilità di vittoria al cartaginese ma alla fine l'arrivo della cavalleria di Massinissa fu decisivo; la vittoria di Scipione fu completa e Annibale dovette fuggire ad Adrumeto con pochi superstiti. Secondo Cornelio Nepote nella fuga subì un tradimento e agguato rivelatosi infruttuoso da parte dei Numidi, che erano fuggiti dallo scontro assieme al comandante. La sconfitta a Zama pose fine alla residua resistenza di Cartagine e alla seconda guerra punica, ma Annibale dette un'ultima prova delle sue grandi qualità di condottiero, dimostrandosi in grado, anche nelle circostanze sfavorevoli del momento, di concepire e controllare l'andamento tattico della battaglia meglio del suo brillante avversario.

### Annibale a Cartagine (201-195 a.C.)
Annibale aveva appena 46 anni e dimostrò di sapere essere non solo un condottiero, ma anche un uomo di Stato. Dopo un periodo di oscuramento politico nel 195 a.C. tornò al potere come suffeta (capo del governo). Il titolo era diventato abbastanza insignificante, ma Annibale gli ridiede potere e prestigio. Attaccò, in particolare, il temuto Consiglio dei Cento, garante del potere oligarchico: restituì, da vitalizia che era, una durata annuale alla carica di membro del Consiglio. In questi anni si dedicò anche all'agricoltura: impiegò infatti i suoi reduci nella gestione dei suoi possedimenti terrieri in Byzacena, antica regione della Tunisia.
L'economia cartaginese, pur se deprivata degli introiti del commercio, stava riprendendo vigore con un'agricoltura specializzata. Annibale tentò una riforma dello Stato per incrementare le entrate fiscali, ma l'oligarchia, sempre gelosa di lui, tanto da accusarlo di avere tradito gli interessi di Cartagine quando era in Italia, evitando di conquistare Roma quando ne aveva avuto la possibilità, lo denunciò ai sempre sospettosi Romani.

### L'esilio e la morte
Annibale preferì scegliere un volontario esilio. Prima tappa fu Tiro, la città-madre di Cartagine. Dopo fu a Efeso alla corte di Antioco III, re dei Seleucidi, che stava preparando una guerra a Roma. Annibale si rese subito conto che l'esercito siriaco non avrebbe potuto competere con quello romano. Consigliò quindi di equipaggiare una flotta e portare un esercito nel Sud Italia aggiungendo che ne avrebbe preso lui stesso il comando. Antioco III, però, ascoltò piuttosto cortigiani e adulatori e non affidò ad Annibale nessun incarico importante. Nel 190 a.C. Annibale fu posto al comando della flotta fenicia, ma fu sconfitto in una battaglia alle foci dell'Eurimedonte.
Racconta Cicerone, riferendosi a chi cerca di insegnare l'arte oratoria senza averla studiata, che a Efeso Annibale andò ad ascoltare il filosofo peripatetico Formione, che avrebbe parlato dell'arte militare. Gli ascoltatori, deliziati dalle parole di Formione, chiesero ad Annibale come lo giudicasse e questi disse di non avere mai visto un vecchio tanto stolto e delirante. Infatti, il filosofo pretendeva di insegnargli tecniche militari senza aver mai partecipato a una battaglia, visto un nemico o un accampamento.
Dalla corte di Antioco che sembrava pronto a consegnarlo ai Romani, Annibale fuggì per nave fino a Creta. È celebre l'aneddoto del suo inganno; i Cretesi non volevano lasciarlo più partire a meno che non lasciasse nel loro tempio principale l'oro che aveva con sé come offerta votiva. Egli allora finse di acconsentire. Consegnò un grosso quantitativo di ferro appena ricoperto da un sottile strato d'oro e trafugò invece le sue barre fondendole e nascondendole all'interno di statue di magnifica fattura che egli portava sempre con sé e che i Cretesi gli permisero di portare via. Da Creta quasi subito ritornò in Asia.

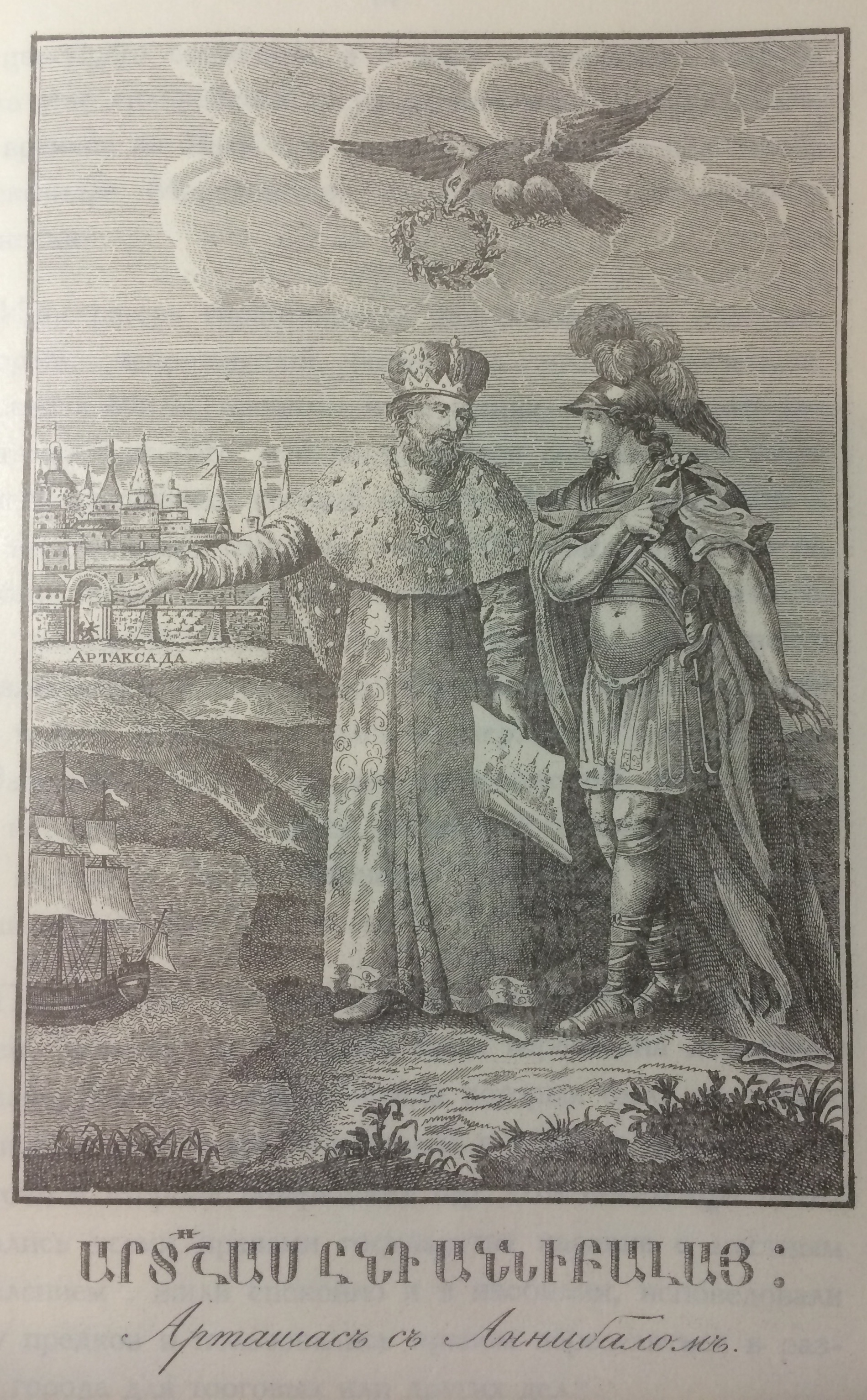
Artaxias I d'Armenia e Annibale

Plutarco racconta che Annibale si spinse a cercare rifugio nel lontano Regno d'Armenia di Artaxias, fornendo al proprio ospite molti consigli, tra l'altro sulla costruzione di una nuova città in un'area di natura eccellente e assai amena, ma incolta e trascurata. Artaxias fu ben felice di conferire l'incarico di dirigere i lavori al condottiero cartaginese, che diede prova di ottimo urbanista, contribuendo all'edificazione della nuova capitale degli Armeni, nei pressi del fiume Mezamòr e a nord del monte Ararat, che prese il nome (in onore del sovrano) di Artaxata; conosciuta per tutta l'antichità e presente a lungo nelle carte geografiche, è oggi quasi del tutto scomparsa.
In seguito Annibale tornò a volgersi a Occidente, chiedendo rifugio a Prusia, re di Bitinia. Qui fece costruire la seconda città dopo Artaxata, che chiamò, ancora una volta in onore del proprio ospite, Prusa (di cui ancora rimangono le vestigia dell'acropoli) e che in seguito diventerà Bursa, futura prima capitale dell'Impero ottomano.
La parabola del condottiero cartaginese si concluse proprio in Bitinia, nei pressi di Libyssa (l'attuale Gebze), 40 km a est di Bisanzio. Secondo Nepote, un legato bitinico informò per errore l'inviato romano Tito Quinzio Flaminino, vincitore nel 197 a.C. della seconda guerra macedonica, della presenza di Annibale in Bitinia (Cornelio Nepote, Hannibal, XII). Ancora una volta i Romani sembrarono determinati nella sua caccia e inviarono Flaminino per chiedere la sua consegna. Prusia accettò di consegnarlo, ma Annibale scelse di non cadere vivo nelle mani del nemico. A Libyssa sulle spiagge orientali del Mar di Marmara prese quel veleno che, come diceva, aveva a lungo conservato.
Singolare dunque (ma non si sa quanto veritiero) l'oracolo che, in giovane età, lo aveva sempre convinto che sarebbe morto in Libia (e quindi verosimilmente a Cartagine) e che recitava: "Una zolla libica (libyssa) ricoprirà le tue ossa". Le sue ultime parole si dice fossero secondo Tito Livio: "Quanto sono cambiati i Romani, soprattutto nei costumi, non hanno più neanche la pazienza di aspettare la morte di un vecchio, su allora, liberiamoli da questo lungo affanno". E così prese il veleno. L'esatta data della sua morte è fonte di controversie. Generalmente viene indicato il 182 a.C. ma, come sembra potersi dedurre da Tito Livio, potrebbe essere stato il 183 a.C., lo stesso anno della morte del suo vincitore Scipione l'Africano.
A Gebze si trova un monumento che ricorda il grande Annibale. Tale monumento fu voluto nel 1934 da Mustafa Kemal Atatürk (creatore della Turchia repubblicana) e realizzato dopo la sua morte. Tale monumento porta incisa tale epigrafe:
Questo monumento è stato costruito come espressione di apprezzamento per il grande generale nel centesimo anniversario della nascita di Atatürk. Annibale sconfisse i Romani dopo avere ricevuto come rinforzi degli elefanti a Barletta. Quando seppe che Prusia re di Bitina stava per consegnarlo al nemico, si suicidò a Libyssa (Gebze) nel 183 a.C.»